# Kono light novel ga sugoi!
Kono light novel ga sugoi! (このライトノベルがすごい!, Kono raito noberu ga sugoi!, litt. « Ce light novel est génial ! ») est une publication annuelle consacrée aux light novel et éditée par Takarajimasha.
Ce guide publie notamment un classement des dix light novel les plus populaires à partir d'un sondage des lecteurs effectué sur internet. Une introduction accompagne chaque œuvre inscrite, ainsi qu'un interview de l'auteur ou des auteurs du roman de la première place. Beaucoup de light novels qui ont été énumérés dans ce guide ont été adaptés plus tard en une série d'animation. La plupart de ces light novels sont des séries composées de plusieurs volumes, mais certains à volume unique sont également répertoriés.
La première édition du guide a été publiée le 26 novembre 2004 et constitue la liste de 2005. L'édition la plus récente est le 14e volume, publié le 25 novembre 2017, et liste les romans de 2018. Toaru Majutsu no Index est apparu dans le classement dans 9 des 14 numéros du guide, alors que Sword Art Online est apparu 8 fois, Baka to Test to Shōkanjū 6 fois, et la série des Haruhi Suzumiya et la série des Bungaku shōjo (ja) toutes deux 5 fois.
Kono light novel ga sugoi! classe également les personnages masculins, les personnages féminins et les illustrateurs de toutes les œuvres publiées chaque année. Seulement à trois reprises, une série s'est classée première dans toutes les listes dans le même numéro : Toaru Majutsu no Index en 2011 et 2017, et Yahari ore no seishun love come wa machigatteiru. en 2015.

## Classement deslight novels
Les titres préfixés par « Série des » sont des light novels dont le titre change selon les arcs narratifs, comme la série des Monogatari.

### 2005 – 2009
| Classement | Nom                                        | Auteur                  | Illustrateur           | Marque de publication       |
| 2005       | 2005                                       | 2005                    | 2005                   | 2005                        |
| ---------- | ------------------------------------------ | ----------------------- | ---------------------- | --------------------------- |
| 01         | Série des Haruhi Suzumiya                  | Nagaru Tanigawa         | Noizi Itô              | Kadokawa Sneaker Bunko (ja) |
| 02         | Série des Zaregoto (ja)                    | Nishio Ishin            | Take (ja)              | Kōdansha Novels (ja)        |
| 03         | Akuma no mikata (ja)                       | Hisamitsu Ueo (ja)      | Kaori Fujita (ja)      | Dengeki Bunko               |
| 04         | Ryūketsu megamiden (ja)                    | Shinobu Suga (ja)       | Akari Funato (ja)      | Cobalt Bunko (ja)           |
| 05         | Baccano!                                   | Ryōgo Narita            | Katsumi Enami (ja)     | Dengeki Bunko               |
| 06         | Nana hime monogatari (ja)                  | Wataru Takano (ja)      | Osamu Otani (ja)       | Dengeki Bunko               |
| 07         | Sora no kane no hibiku hoshi de (ja)       | Soichiro Watase (ja)    | Minako Iwasaki (ja)    | Dengeki Bunko               |
| 08         | Allison (en)                               | Keiichi Sigsawa         | Kōhaku Kuroboshi       | Dengeki Bunko               |
| 09         | Bokusatsu tenshi Dokuro-chan               | Masaki Okayu (ja)       | Torishimo (ja)         | Dengeki Bunko               |
| 10         | Chaos Legion (ja)                          | Tow Ubukata             | Satoru Yuiga (ja)      | Fujimi Fantasia Bunko (ja)  |
| 2006       |                                            |                         |                        |                             |
| 01         | Série des Zaregoto (ja)                    | Nishio Ishin            | Take (ja)              | Kōdansha Novels (ja)        |
| 02         | Kino no tabi                               | Keiichi Sigsawa         | Kōhaku Kuroboshi       | Dengeki Bunko               |
| 03         | Satōgashi no dangan wa uchinukenai (ja)    | Kazuki Sakuraba         | Mū                     | Fujimi Mystery Bunko (ja)   |
| 04         | Sora no kane no hibiku hoshi de (ja)       | Soichiro Watase (ja)    | Minako Iwasaki (ja)    | Dengeki Bunko               |
| 05         | Owari no chronicle (ja)                    | Minoru Kawakami (ja)    | Satoyasu (ja)          | Dengeki Bunko               |
| 06         | Série des Haruhi Suzumiya                  | Nagaru Tanigawa         | Noizi Itô              | Kadokawa Sneaker Bunko (ja) |
| 07         | Watashitachi no Tamura-kun                 | Yuyuko Takemiya         | Yasu (ja)              | Dengeki Bunko               |
| 08         | Saredo tsumibito wa ryū to odoru (ja)      | Labo Asai (ja)          | Miyagi (ja)            | Kadokawa Sneaker Bunko      |
| 08         | All You Need Is Kill                       | Hiroshi Sakurazaka      | Yoshitoshi ABe         | Super Dash Bunko (ja)       |
| 10         | Hanbun no tsuki ga noboru sora             | Tsumugu Hashimoto (ja)  | Keiji Yamamoto (ja)    | Dengeki Bunko               |
| 2007       |                                            |                         |                        |                             |
| 01         | Spice and Wolf                             | Isuna Hasekura          | Jū Ayakura (ja)        | Dengeki Bunko               |
| 02         | Série des Haruhi Suzumiya                  | Nagaru Tanigawa         | Noizi Itô              | Kadokawa Sneaker Bunko (ja) |
| 03         | Série des Zaregoto (ja)                    | Nishio Ishin            | Take (ja)              | Kōdansha Novels (ja)        |
| 04         | Hanbun no tsuki ga noboru sora             | Tsumugu Hashimoto (ja)  | Keiji Yamamoto (ja)    | Dengeki Bunko               |
| 05         | Kino no tabi                               | Keiichi Sigsawa         | Kōhaku Kuroboshi       | Dengeki Bunko               |
| 06         | Toradora!                                  | Yuyuko Takemiya         | Yasu (ja)              | Dengeki Bunko               |
| 07         | Owari no chronicle (ja)                    | Minoru Kawakami (ja)    | Satoyasu (ja)          | Dengeki Bunko               |
| 08         | Série des Bungaku shōjo (ja)               | Mizuki Nomura (ja)      | Miho Takeoka (ja)      | Famitsu Bunko (ja)          |
| 09         | Sora no kane no hibiku hoshi de (ja)       | Soichiro Watase (ja)    | Minako Iwasaki (ja)    | Dengeki Bunko               |
| 09         | Aruhi, bakudan ga ochitekite (ja)          | Hideyuki Furuhashi (ja) | Yukari Higa (ja)       | Dengeki Bunko               |
| 2008       |                                            |                         |                        |                             |
| 01         | Full Metal Panic!                          | Shōji Gatō              | Shikidōji (ja)         | Fujimi Fantasia Bunko (ja)  |
| 02         | Série des Haruhi Suzumiya                  | Nagaru Tanigawa         | Noizi Itô              | Kadokawa Sneaker Bunko (ja) |
| 03         | Série des Bungaku shōjo (ja)               | Mizuki Nomura (ja)      | Miho Takeoka (ja)      | Famitsu Bunko (ja)          |
| 04         | Toradora!                                  | Yuyuko Takemiya         | Yasu (ja)              | Dengeki Bunko               |
| 05         | Spice and Wolf                             | Isuna Hasekura          | Jū Ayakura (ja)        | Dengeki Bunko               |
| 06         | Kino no tabi                               | Keiichi Sigsawa         | Kōhaku Kuroboshi       | Dengeki Bunko               |
| 07         | Mimizuku to yoru no ō (ja)                 | Izuki Kōgyoku (ja)      | Hirō Isono (ja)        | Dengeki Bunko               |
| 08         | Baka to Test to Shōkanjū                   | Kenji Inoue (ja)        | Yui Haga (ja)          | Famitsu Bunko               |
| 09         | Série des Tasogareiro no uta tsukai (ja)   | Kei Sazane (ja)         | Miho Takeoka (ja)      | Fujimi Fantasia Bunko       |
| 10         | Shakugan no Shana                          | Yashichirō Takahashi    | Noizi Itô              | Dengeki Bunko               |
| 2009       |                                            |                         |                        |                             |
| 01         | Série des Bungaku shōjo (ja)               | Mizuki Nomura (ja)      | Miho Takeoka (ja)      | Famitsu Bunko (ja)          |
| 02         | Toradora!                                  | Yuyuko Takemiya         | Yasu (ja)              | Dengeki Bunko               |
| 03         | Baka to Test to Shōkanjū                   | Kenji Inoue (ja)        | Yui Haga (ja)          | Famitsu Bunko               |
| 04         | Toaru Majutsu no Index                     | Kazuma Kamachi          | Kiyotaka Haimura (ja)  | Dengeki Bunko               |
| 05         | Spice and Wolf                             | Isuna Hasekura          | Jū Ayakura (ja)        | Dengeki Bunko               |
| 06         | Série des Monogatari                       | Nishio Ishin            | Vofan (ja)             | Kōdansha Box (ja)           |
| 07         | Série des Seitokai no ichizon (ja)         | Sekina Aoi (ja)         | Kira Inugami (ja)      | Fujimi Fantasia Bunko (ja)  |
| 08         | Full Metal Panic!                          | Shōji Gatō              | Shikidōji (ja)         | Fujimi Fantasia Bunko (ja)  |
| 09         | Usotsuki Mii-kun to kowareta Maa-chan (ja) | Hitoma Iruma (ja)       | Hidari (ja)            | Dengeki Bunko               |
| 10         | To aru hikûshi he no tsuioku (ja)          | Koroku Inumura (ja)     | Haruyuki Morisawa (ja) | Gagaga Bunko (ja)           |

### 2010 – 2014
| Classement | Nom                                                    | Auteur                 | Illustrateur           | Marque de publication       |
| 2010       | 2010                                                   | 2010                   | 2010                   | 2010                        |
| ---------- | ------------------------------------------------------ | ---------------------- | ---------------------- | --------------------------- |
| 01         | Baka to Test to Shōkanjū                               | Kenji Inoue (ja)       | Yui Haga (ja)          | Famitsu Bunko (ja)          |
| 02         | Série des Monogatari                                   | Nishio Ishin           | Vofan (ja)             | Kōdansha Box (ja)           |
| 03         | Série des Bungaku shōjo (ja)                           | Mizuki Nomura (ja)     | Miho Takeoka (ja)      | Famitsu Bunko               |
| 04         | Toradora!                                              | Yuyuko Takemiya        | Yasu (ja)              | Dengeki Bunko               |
| 05         | Série des Seitokai no ichizon (ja)                     | Sekina Aoi (ja)        | Kira Inugami (ja)      | Fujimi Fantasia Bunko (ja)  |
| 06         | Série des Tasogareiro no uta tsukai (ja)               | Kei Sazane (ja)        | Miho Takeoka (ja)      | Fujimi Fantasia Bunko (ja)  |
| 07         | Usotsuki Mii-kun to kowareta Maa-chan (ja)             | Hitoma Iruma (ja)      | Hidari (ja)            | Dengeki Bunko               |
| 08         | Ben-tō (ja)                                            | Asaura (ja)            | Kaito Shibano (ja)     | Super Dash Bunko (ja)       |
| 09         | Toaru Majutsu no Index                                 | Kazuma Kamachi         | Kiyotaka Haimura (ja)  | Dengeki Bunko               |
| 10         | Sōkyū no Karma (ja)                                    | Kōshi Tachibana (ja)   | Haruyuki Morisawa (ja) | Fujimi Fantasia Bunko       |
| 2011       |                                                        |                        |                        |                             |
| 01         | Toaru Majutsu no Index                                 | Kazuma Kamachi         | Kiyotaka Haimura (ja)  | Dengeki Bunko               |
| 02         | Boku wa tomodachi ga sukunai                           | Yomi Hirasaka (ja)     | Buriki (ja)            | MF Bunko J (ja)             |
| 03         | Baka to Test to Shōkanjū                               | Kenji Inoue (ja)       | Yui Haga (ja)          | Famitsu Bunko (ja)          |
| 04         | Sword Art Online                                       | Reki Kawahara          | abec (ja)              | Dengeki Bunko               |
| 05         | Ben-tō (ja)                                            | Asaura (ja)            | Kaito Shibano (ja)     | Super Dash Bunko (ja)       |
| 06         | Bungaku shōjo (ja)                                     | Mizuki Nomura (ja)     | Miho Takeoka (ja)      | Famitsu Bunko               |
| 07         | Série des Seitokai no ichizon (ja)                     | Sekina Aoi (ja)        | Kira Inugami (ja)      | Fujimi Fantasia Bunko (ja)  |
| 08         | Ore no imōto ga konna ni kawaii wake ga nai            | Tsukasa Fushimi        | Hiro Kanzaki (ja)      | Dengeki Bunko               |
| 09         | Durarara!!                                             | Ryōgo Narita           | Suzuhito Yasuda        | Dengeki Bunko               |
| 10         | Kami-sama no Memo-chō                                  | Hikaru Sugii (ja)      | Mel Kishida (ja)       | Dengeki Bunko               |
| 2012       |                                                        |                        |                        |                             |
| 01         | Sword Art Online                                       | Reki Kawahara          | abec (ja)              | Dengeki Bunko               |
| 02         | Toaru Majutsu no Index                                 | Kazuma Kamachi         | Kiyotaka Haimura (ja)  | Dengeki Bunko               |
| 03         | Ben-tō (ja)                                            | Asaura (ja)            | Kaito Shibano (ja)     | Super Dash Bunko (ja)       |
| 04         | Circlet Girl (ja)                                      | Satoshi Hase           | Miyū (ja)              | Kadokawa Sneaker Bunko (ja) |
| 05         | Baka to Test to Shōkanjū                               | Kenji Inoue (ja)       | Yui Haga (ja)          | Famitsu Bunko (ja)          |
| 06         | Boku wa tomodachi ga sukunai                           | Yomi Hirasaka (ja)     | Buriki (ja)            | MF Bunko J (ja)             |
| 07         | Occultologic (ja)                                      | Tsukasa Nimeguchi      | Magomago               | Kadokawa Sneaker Bunko      |
| 08         | Série des Haruhi Suzumiya                              | Nagaru Tanigawa        | Noizi Itô              | Kadokawa Sneaker Bunko      |
| 09         | Idolising! (ja)                                        | Sakaki Hirozawa        | CUTEG (ja)             | Dengeki Bunko               |
| 10         | Ame no hi no Iris (ja)                                 | Matsuyama Takeshi (ja) | Hirasato               | Dengeki Bunko               |
| 2013       |                                                        |                        |                        |                             |
| 01         | Sword Art Online                                       | Reki Kawahara          | abec (ja)              | Dengeki Bunko               |
| 02         | Toaru Majutsu no Index                                 | Kazuma Kamachi         | Kiyotaka Haimura (ja)  | Dengeki Bunko               |
| 03         | Rokka no yūsha                                         | Ishio Yamagata (ja)    | Miyagi (ja)            | Super Dash Bunko (ja)       |
| 04         | Baka to Test to Shōkanjū                               | Kenji Inoue (ja)       | Yui Haga (ja)          | Famitsu Bunko (ja)          |
| 05         | Ore no imōto ga konna ni kawaii wake ga nai            | Tsukasa Fushimi        | Hiro Kanzaki (ja)      | Dengeki Bunko               |
| 06         | Yahari ore no seishun love come wa machigatteiru.      | Wataru Watari (ja)     | Ponkan8                | Gagaga Bunko (ja)           |
| 07         | Durarara!!                                             | Ryōgo Narita           | Suzuhito Yasuda        | Dengeki Bunko               |
| 08         | Shinonome Yūko wa tanpen shōsetsu o aishiteiru (ja)    | Bingo Morihashi (ja)   | Nardack                | Famitsu Bunko               |
| 09         | Sagrada Reset (ja)                                     | Yutaka Kōno (ja)       | Yū Shiina (ja)         | Kadokawa Sneaker Bunko (ja) |
| 10         | Horizon in the Middle of Nowhere                       | Minoru Kawakami (ja)   | Satoyasu (ja)          | Dengeki Bunko               |
| 2014       |                                                        |                        |                        |                             |
| 01         | Yahari ore no seishun love come wa machigatteiru.      | Wataru Watari (ja)     | Ponkan8                | Gagaga Bunko (ja)           |
| 02         | Nejimaki seirei senki: Tenkyō no Alderamin (ja)        | Bokuto Uno (ja)        | Sanbasō                | Dengeki Bunko               |
| 03         | Toaru Majutsu no Index                                 | Kazuma Kamachi         | Kiyotaka Haimura (ja)  | Dengeki Bunko               |
| 04         | Dungeon ni deai o motomeru no wa machigatteiru darō ka | Fujino Ōmori (ja)      | Suzuhito Yasuda        | GA Bunko (ja)               |
| 05         | Sword Art Online                                       | Reki Kawahara          | abec (ja)              | Dengeki Bunko               |
| 06         | Hataraku maō-sama!                                     | Satoshi Wagahara (ja)  | Oniku (ja)             | Dengeki Bunko               |
| 07         | Tokyo Ravens                                           | Kōhei Azano (ja)       | Sumihei (ja)           | Fujimi Fantasia Bunko (ja)  |
| 08         | Rokka no yūsha                                         | Ishio Yamagata (ja)    | Miyagi (ja)            | Super Dash Bunko (ja)       |
| 09         | Ore no imōto ga konna ni kawaii wake ga nai            | Tsukasa Fushimi        | Hiro Kanzaki (ja)      | Dengeki Bunko               |
| 10         | No Game No Life                                        | Yū Kamiya              | Yū Kamiya              | MF Bunko J (ja)             |

### 2015 – 2016
| Classement | Nom                                                                        | Auteur                | Illustrateur           | Marque de publication       |
| 2015       | 2015                                                                       | 2015                  | 2015                   | 2015                        |
| ---------- | -------------------------------------------------------------------------- | --------------------- | ---------------------- | --------------------------- |
| 01         | Yahari ore no seishun love come wa machigatteiru.                          | Wataru Watari (ja)    | Ponkan8                | Gagaga Bunko (ja)           |
| 02         | Sword Art Online                                                           | Reki Kawahara         | abec (ja)              | Dengeki Bunko               |
| 03         | No Game No Life                                                            | Yū Kamiya             | Yū Kamiya              | MF Bunko J (ja)             |
| 04         | Toaru Majutsu no Index                                                     | Kazuma Kamachi        | Kiyotaka Haimura (ja)  | Dengeki Bunko               |
| 05         | Kōkyū rakuen kyūjō: Harem League Baseball                                  | Hiroshi Ishikawa (ja) | Wingheart              | Super Dash Bunko (ja)       |
| 06         | Zesshinkai no Solaris                                                      | Rakiruchi             | Asagiri                | MF Bunko J                  |
| 07         | Escape Speed (ja)                                                          | Nozomu Kuoka (ja)     | Gin                    | Dengeki Bunko               |
| 08         | To aru hikûshi he no tsuioku (ja)                                          | Koroku Inumura (ja)   | Haruyuki Morisawa (ja) | Gagaga Bunko                |
| 09         | Kono koi to, sono mirai                                                    | Bingo Morihashi (ja)  | Nardack                | Famitsu Bunko (ja)          |
| 10         | Nejimaki seirei senki: Tenkyō no Alderamin (ja)                            | Bokuto Uno (ja)       | Sanbasō Ryūtetsu       | Dengeki Bunko               |
| 2016       |                                                                            |                       |                        |                             |
| 01         | Yahari ore no seishun love come wa machigatteiru.                          | Wataru Watari (ja)    | Ponkan8                | Gagaga Bunko (ja)           |
| 02         | Sword Art Online                                                           | Reki Kawahara         | abec (ja)              | Dengeki Bunko               |
| 03         | Nejimaki seirei senki: Tenkyō no Alderamin (ja)                            | Bokuto Uno (ja)       | Ryūtetsu               | Dengeki Bunko               |
| 04         | Eirun Last Code: Kakuu sekai yori senjou e (ja)                            | Ryūnosuke Azuma       | Mikoto Akemi (ja)      | MF Bunko J (ja)             |
| 05         | Shūmatsu nani shitemasu ka? Isogashii desu ka? Sukutte moratte ii desu ka? | Akira Kareno (ja)     | ue                     | Kadokawa Sneaker Bunko (ja) |
| 06         | No Game No Life                                                            | Yū Kamiya             | Yū Kamiya              | MF Bunko J                  |
| 07         | Toaru Majutsu no Index                                                     | Kazuma Kamachi        | Kiyotaka Haimura (ja)  | Dengeki Bunko               |
| 08         | Dungeon ni deai o motomeru no wa machigatteiru darō ka                     | Fujino Ōmori (ja)     | Suzuhito Yasuda        | GA Bunko (ja)               |
| 09         | Saenai Heroine no Sodatekata                                               | Fumiaki Maruto (ja)   | Kurehito Misaki (ja)   | Fujimi Fantasia Bunko (ja)  |
| 10         | Escape Speed (ja)                                                          | Nozomu Kuoka (ja)     | Gin                    | Dengeki Bunko               |

### 2017 – 2019
| Format   | Classement                                                                             | Nom                           | Auteur                 | Illustrateur                | Marque de publication |
| 2017     | 2017                                                                                   | 2017                          | 2017                   | 2017                        | 2017                  |
| -------- | -------------------------------------------------------------------------------------- | ----------------------------- | ---------------------- | --------------------------- | --------------------- |
| Bunkobon |                                                                                        |                               |                        |                             |                       |
| 01       | Ryūō no oshigoto!                                                                      | Shirow Shiratori (ja)         | Shirabi (ja)           | GA Bunko (ja)               |                       |
| 02       | Re:Zero kara hajimeru isekai seikatsu                                                  | Tappei Nagatsuki              | Shinichirō Ōtsuka (ja) | MF Bunko J (ja)             |                       |
| 03       | Toaru Majutsu no Index                                                                 | Kazuma Kamachi                | Kiyotaka Haimura (ja)  | Dengeki Bunko               |                       |
| 04       | Sword Art Online                                                                       | Reki Kawahara                 | abec (ja)              | Dengeki Bunko               |                       |
| 05       | Goblin Slayer                                                                          | Kumo Kagyū (ja)               | Noboru Kannatsuki (ja) | GA Bunko                    |                       |
| 06       | Melody Lyrik Idol Magik                                                                | Hiroshi Ishikawa (ja)         | POO                    | Dash X Bunko (ja)           |                       |
| 07       | Gamers!                                                                                | Sekina Aoi (ja)               | Saboten                | Fujimi Fantasia Bunko (ja)  |                       |
| 08       | Jaku-Chara Tomozaki-kun                                                                | Yūki Yaku                     | Fly (ja)               | Gagaga Bunko (ja)           |                       |
| 09       | Konosuba : Sois béni monde merveilleux !                                               | Natsume Akatsuki              | Kurone Mishima         | Kadokawa Sneaker Bunko (ja) |                       |
| 10       | Kono koi to, sono mirai                                                                | Bingo Morihashi (ja)          | Nardack                | Famitsu Bunko (ja)          |                       |
| Tankōbon |                                                                                        |                               |                        |                             |                       |
| 01       | Overlord                                                                               | Kugane Maruyama (ja)          | so-bin                 | Enterbrain                  |                       |
| 02       | Série des Monogatari                                                                   | Nishio Ishin                  | Vofan (ja)             | Kōdansha Box (ja)           |                       |
| 03       | Kumo desu ga, nani ka?                                                                 | Okina Baba                    | Tsukasa Kiryū          | Kadokawa Books              |                       |
| 04       | Mushoku Tensei                                                                         | Rifujin na Magonote           | Shirotaka              | MF Books                    |                       |
| 05       | Ascendance of a Bookworm                                                               | Miya Kazuki                   | Yū Shiina (ja)         | TO Books (ja)               |                       |
| 06       | Ninja Slayer                                                                           | Bradley Bond Philip N. Morzez | Warainaku (ja)         | Enterbrain                  |                       |
| 07       | Kyūketsuki ni natta kimi wa eien no ai o hajimeru                                      | Mizuki Nomura (ja)            | Miho Takeoka (ja)      | Enterbrain                  |                       |
| 08       | Tensei shitara slime datta ken                                                         | Fuse                          | Mitz Vah               | Micro Magazine (ja)         |                       |
| 09       | Série des Bōkyaku Tantei (ja)                                                          | Nishio Ishin                  | Vofan                  | Kōdansha Box (ja)           |                       |
| 10       | Kono sekai ga game da to oredake ga shitte iru                                         | Usbar                         | Ichizen                | Enterbrain                  |                       |
| 2018     |                                                                                        |                               |                        |                             |                       |
| Bunkobon |                                                                                        |                               |                        |                             |                       |
| 01       | Ryūō no oshigoto!                                                                      | Shirow Shiratori (ja)         | Shirabi (ja)           | GA Bunko (ja)               |                       |
| 02       | 86: Eighty-Six                                                                         | Asato Asato (ja)              | Shirabi (ja)           | Dengeki Bunko               |                       |
| 03       | Infinite Dendrogram                                                                    | Sakon Kaidō                   | Taiki                  | HJ Bunko                    |                       |
| 04       | Tsuki to Raika to Nosferatu (ja)                                                       | Keisuke Makino (ja)           | Karei                  | Gagaga Bunko (ja)           |                       |
| 05       | Sword Art Online                                                                       | Reki Kawahara                 | abec (ja)              | Dengeki Bunko               |                       |
| 06       | Bokutachi no Remake                                                                    | Kionachi (ja)                 | Eretto (ja)            | MF Bunko J (ja)             |                       |
| 07       | Jaku-Chara Tomozaki-kun                                                                | Yūki Yaku                     | Fly (ja)               | Gagaga Bunko (ja)           |                       |
| 08       | Gamers!                                                                                | Sekina Aoi (ja)               | Saboten                | Fujimi Fantasia Bunko (ja)  |                       |
| 09       | Dungeon ni deai o motomeru no wa machigatteiru darō ka                                 | Fujino Ōmori (ja)             | Suzuhito Yasuda        | GA Bunko                    |                       |
| 10       | Imōto sae ireba ii.                                                                    | Yomi Hirasaka (ja)            | Kantoku (ja)           | Gagaga Bunko                |                       |
| Tankōbon |                                                                                        |                               |                        |                             |                       |
| 01       | Ascendance of a Bookworm                                                               | Miya Kazuki                   | Yū Shiina (ja)         | TO Books (ja)               |                       |
| 02       | Kumo desu ga, nani ka?                                                                 | Okina Baba                    | Tsukasa Kiryū          | Kadokawa Books              |                       |
| 03       | Yōjo Senki: Saga of Tanya the Evil                                                     | Carlo Zen                     | Shinobu Shinotsuki     | Enterbrain                  |                       |
| 04       | Overlord                                                                               | Kugane Maruyama (ja)          | so-bin                 | Enterbrain                  |                       |
| 05       | Série des Monogatari                                                                   | Nishio Ishin                  | Vofan (ja)             | Kōdansha Box (ja)           |                       |
| 06       | Tensei shitara slime datta ken                                                         | Fuse                          | Mitz Vah               | Micro Magazine (ja)         |                       |
| 07       | Mushoku Tensei                                                                         | Rifujin na Magonote           | Shirotaka              | MF Books                    |                       |
| 08       | Yokohama Eki SF                                                                        | Yuba Isukari (ja)             | Tatsuyuki Tanaka (ja)  | Kadokawa Books              |                       |
| 09       | Wandering Witch                                                                        | Jōgi Shiraishi                | Azul                   | GA Bunko (ja)               |                       |
| 10       | Uchi no musume no tamenaraba, ore wa moshika shitara maō mo taoseru kamo shirenai (en) | Chirolu                       | Kei                    | HJ Books                    |                       |
| 2019     |                                                                                        |                               |                        |                             |                       |
| Bunkobon |                                                                                        |                               |                        |                             |                       |
| 01       | Sabikui Bisco                                                                          | Shinji Kobukubo               | Akagishi K mocha       | Dengeki Bunko               |                       |
| 02       | Ryūō no oshigoto!                                                                      | Shirow Shiratori (ja)         | Shirabi (ja)           | GA Bunko (ja)               |                       |
| 03       | Jaku-Chara Tomozaki-kun                                                                | Yūki Yaku                     | Fly (ja)               | Gagaga Bunko (ja)           |                       |
| 04       | Hige o soru. Soshite joshi kōsei o hirou.                                              | Shimesaba                     | booota (ja)            | Kadokawa Sneaker Bunko (ja) |                       |
| 05       | 86: Eighty-Six                                                                         | Asato Asato (ja)              | Shirabi                | Dengeki Bunko               |                       |
| 06       | Yōkoso jitsuryoku shijō shugi no kyōshitsu e                                           | Shōgo Kinugasa (ja)           | Shunsaku Tomose (ja)   | MF Bunko J (ja)             |                       |
| 07       | Bokutachi no Remake                                                                    | Kionachi (ja)                 | Eretto (ja)            | MF Bunko J (ja)             |                       |
| 08       | Sankaku no kyori wa kagiri nai zero                                                    | Saginomiya Misaki (ja)        | Hiten                  | Dengeki Bunko               |                       |
| 09       | Toaru Majutsu no Index                                                                 | Kazuma Kamachi                | Kiyotaka Haimura (ja)  | Dengeki Bunko               |                       |
| 10       | Sword Art Online                                                                       | Reki Kawahara                 | abec (ja)              | Dengeki Bunko               |                       |
| Tankōbon |                                                                                        |                               |                        |                             |                       |
| 01       | Ascendance of a Bookworm                                                               | Miya Kazuki                   | Yū Shiina (ja)         | TO Books (ja)               |                       |
| 02       | Umibe no byōin de kanojo to hanashita ikutsuka no koto                                 | Hakushina Ishikawa (ja)       | Mai Yoneyama (ja)      | Kadokawa                    |                       |
| 03       | Série des Monogatari                                                                   | Nishio Ishin                  | Vofan (ja)             | Kōdansha Box (ja)           |                       |
| 04       | Overlord                                                                               | Kugane Maruyama (ja)          | so-bin                 | Enterbrain                  |                       |
| 05       | Tensei shitara slime datta ken                                                         | Fuse                          | Mitz Vah               | Micro Magazine (ja)         |                       |
| 06       | Wandering Witch                                                                        | Jōgi Shiraishi                | Azul                   | GA Bunko (ja)               |                       |
| 07       | JK Haru wa isekai de shōfu ni natta                                                    | Ko Hiratori                   | shimano                | Hayakawa Shobō (ja)         |                       |
| 08       | Mushoku Tensei                                                                         | Rifujin na Magonote           | Shirotaka              | MF Books                    |                       |
| 09       | La Sorcière invincible tueuse de Slime depuis 300 ans                                  | Kisetsu Morita (ja)           | Benio                  | GA Bunko                    |                       |
| 10       | Kumo desu ga, nani ka?                                                                 | Okina Baba                    | Tsukasa Kiryū          | Kadokawa Books              |                       |

### 2020 – 2022
| Format   | Classement                                                                 | Nom                   | Auteur                 | Illustrateur                | Marque de publication |
| 2020     | 2020                                                                       | 2020                  | 2020                   | 2020                        | 2020                  |
| -------- | -------------------------------------------------------------------------- | --------------------- | ---------------------- | --------------------------- | --------------------- |
| Bunkobon |                                                                            |                       |                        |                             |                       |
| 01       | Nanatsu no maken ga shihai suru (ja)                                       | Bokuto Uno (ja)       | Ruria Miyuki           | Dengeki Bunko               |                       |
| 02       | Ryūō no oshigoto!                                                          | Shirow Shiratori (ja) | Shirabi (ja)           | GA Bunko (ja)               |                       |
| 03       | Jaku-Chara Tomozaki-kun                                                    | Yūki Yaku             | Fly (ja)               | Gagaga Bunko (ja)           |                       |
| 04       | Classroom of the Elite                                                     | Shōgo Kinugasa (ja)   | Shunsaku Tomose (ja)   | MF Bunko J (ja)             |                       |
| 05       | Osananajimi ga zettai ni makenai Love Come (ja)                            | Shūichi Nimaru        | Ui Shigure             | Dengeki Bunko               |                       |
| 06       | Seishun buta yarō                                                          | Hajime Kamoshida      | Kēji Mizoguchi (ja)    | Dengeki Bunko               |                       |
| 07       | My Stepmom's Daughter Is My Ex                                             | Takayaki (ja)         | Kyōsuke Kamishiro      | Kadokawa Sneaker Bunko (ja) |                       |
| 08       | Kimi no wasurekata o oshiete                                               | Mirito Amasaki        | Fly                    | Kadokawa Sneaker Bunko (ja) |                       |
| 09       | Natsu e no Tunnel, sayonara no deguchi (ja)                                | Mei Hachimoku         | Kukka                  | Gagaga Bunko                |                       |
| 10       | Chouchouté par l'ange d'à côté                                             | Saekisan              | Hazano Kazutake        | GA Bunko                    |                       |
| Tankōbon |                                                                            |                       |                        |                             |                       |
| 01       | Unnamed Memory (ja)                                                        | Kuji Furumiya (ja)    | chibi                  | Enterbrain                  |                       |
| 02       | Ascendance of a Bookworm                                                   | Miya Kazuki           | Yū Shiina (ja)         | TO Books (ja)               |                       |
| 03       | The Eminence in Shadow                                                     | Daisuke Aizawa        | Tōzai                  | Kadokawa Shoten             |                       |
| 04       | Mushoku Tensei                                                             | Rifujin na Magonote   | Shirotaka              | MF Books                    |                       |
| 05       | Rebuild the World (ja)                                                     | Nafuse                | Gin Waishu cell        | Dengeki Bunko               |                       |
| 06       | Wandering Witch                                                            | Jōgi Shiraishi        | Azul                   | GA Bunko (ja)               |                       |
| 07       | Moi, quand je me réincarne en Slime                                        | Fuse                  | Mitz Vah               | Micro Magazine (ja)         |                       |
| 08       | Mon destin… entre les mains des femmes                                     | Yomu Mishima (ja)     | Tatsu Mō               | Micro Magazine (ja)         |                       |
| 09       | So I'm a Spider, So What?                                                  | Okina Baba            | Tsukasa Kiryū          | Kadokawa Books              |                       |
| 10       | Endô and Kobayashi Live! The Latest on Tsundere Villainess Lieselotte (ja) | Suzu Enoshima         | Eihi                   | Kadokawa Books              |                       |
| 2021     |                                                                            |                       |                        |                             |                       |
| Bunkobon |                                                                            |                       |                        |                             |                       |
| 01       | Chitose-kun wa Ramune bin no naka (ja)                                     | Hiromu (ja)           | raemz                  | Gagaga Bunko (ja)           |                       |
| 02       | Spy Classroom                                                              | Takemachi             | Tomari                 | Fantasia Bunko              |                       |
| 03       | Classroom of the Elite                                                     | Shōgo Kinugasa (ja)   | Shunsaku Tomose (ja)   | MF Bunko J (ja)             |                       |
| 04       | The Detective is Already Dead                                              | Nigojū                | Umibouzu               | MF Bunko J (ja)             |                       |
| 05       | My Stepmom's Daughter Is My Ex                                             | Takayaki (ja)         | Kyōsuke Kamishiro      | Kadokawa Sneaker Bunko (ja) |                       |
| 06       | Rakuen Noise                                                               | Hikaru Sugii (ja)     | Shunkafuyu Yū          | Dengeki Bunko               |                       |
| 07       | Jaku-Chara Tomozaki-kun                                                    | Yūki Yaku             | Fly (ja)               | Gagaga Bunko                |                       |
| 08       | Kanojo no imōto to kiss shita. (ja)                                        | Riku Misora           | Mizore Saba            | GA Bunko (ja)               |                       |
| 09       | Propeller Opera                                                            | Koroku Inumura        | Hitomi Shizuki         | Gagaga Bunko                |                       |
| 10       | Chouchouté par l'ange d'à côté                                             | Saekisan              | Hazano Kazutake        | GA Bunko                    |                       |
| Tankōbon |                                                                            |                       |                        |                             |                       |
| 01       | Ishura                                                                     | Keiso                 | Kureta                 | Dengeki no Shin Bungei      |                       |
| 02       | La Petite Faiseuse de livres                                               | Miya Kazuki           | Yū Shiina (ja)         | TO Books (ja)               |                       |
| 03       | Unnamed Memory (ja)                                                        | Kuji Furumiya (ja)    | chibi                  | Enterbrain                  |                       |
| 04       | Rebuild the World (ja)                                                     | Nafuse                | Gin Waishu cell        | Dengeki Bunko               |                       |
| 05       | Babel                                                                      | Kuji Furumiya         | Haruyuki Morisawa      | Dengeki Novel               |                       |
| 06       | Tearmoon Empire Story                                                      | Nozomu Mochizuki      | Gilse                  | TO Books                    |                       |
| 07       | Nageki no bōrei wa intai shitai                                            | Tsukikage             | Chyko                  | Micro Magazine (ja)         |                       |
| 08       | Afumi no umi: Suimen ga yureru toki                                        | Israfil               | Foo Midori             | TO Books                    |                       |
| 09       | Madōgushi Dahliya wa utsumukanai (ja)                                      | Hisaya Amagishi       | Kei                    | MF Books                    |                       |
| 10       | Wandering Witch                                                            | Jōgi Shiraishi        | Azul                   | GA Bunko                    |                       |
| 2022     |                                                                            |                       |                        |                             |                       |
| Bunkobon |                                                                            |                       |                        |                             |                       |
| 01       | Chitose-kun wa ramune bin no naka (en)                                     | Hiromu (ja)           | raemz                  | Gagaga Bunko (en)           |                       |
| 02       | Shunkashūtō daikō-sha (ja)                                                 | Kana Akatsuki (ja)    | Suō (ja)               | Dengeki Bunko               |                       |
| 03       | Classroom of the Elite                                                     | Shōgo Kinugasa (ja)   | Shunsaku Tomose (ja)   | MF Bunko J (en)             |                       |
| 04       | Mimoza no kokuhaku (ja)                                                    | Mei Hachimoku (ja)    | Kukka                  | Gagaga Bunko (en)           |                       |
| 05       | Propeller Opera                                                            | Koroku Inumura (ja)   | Hitomi Shizuki         | Gagaga Bunko (en)           |                       |
| 06       | Chouchouté par l'ange d'à côté                                             | Saekisan              | Hazano Kazutake (ja)   | GA Bunko (en)               |                       |
| 07       | Gimai Seikatsu (en)                                                        | Ghost Mikawa (ja)     | Hiten (ja)             | MF Bunko J (en)             |                       |
| 08       | The Detective is Already Dead                                              | Nigojū (en)           | Umibōzu                | MF Bunko J (en)             |                       |
| 09       | Alya Sometimes Hides Her Feelings in Russian                               | Sunsunsun (ja)        | Momoco (ja)            | Kadokawa Sneaker Bunko (en) |                       |
| 10       | Bullet Code: Firewall                                                      | Suzu Saitou           | Wata                   | Dengeki Bunko               |                       |
| Tankōbon |                                                                            |                       |                        |                             |                       |
| 01       | Sasaki to pī-chan (ja)                                                     | Buncololi (ja)        | Kantoku (en)           | MF Bunko J (en)             |                       |
| 02       | Silent Witch - Les Secrets de la sorcière silencieuse                      | Kadokawa Books        |                        |                             |                       |
| 03       | Ascendance of a Bookworm                                                   | Miya Kazuki           | Yū Shiina (ja)         | TO Books (ja)               |                       |
| 04       | Rebuild the World (ja)                                                     | Nafuse                | Gin Waishu cell        | Dengeki Bunko               |                       |
| 05       | Ishura                                                                     | Keiso (ja)            | Kureta                 | Dengeki Bunko               |                       |
| 06       | Babel                                                                      | Kuji Furumiya (ja)    | Haruyuki Morisawa (ja) | Dengeki Bunko               |                       |
| 07       | Chō sekai tensei Exo Drive                                                 | Keiso                 | Tsukasa Kiryuu zunta   | Dengeki Bunko               |                       |
| 08       | Gendai shakai de otome gēmu no akuyaku reijō o suru no wa chotto taihen    | Tofuro Futsukaichi    | Kei                    | Overlap Novels (ja)         |                       |
| 09       | Madō-gu-shi dariya wa utsumukanai (ja)                                     | Hisaya Amagishi       | Kei                    | MF Books (ja)               |                       |
| 10       | Boku wa Saiseisu, Boku wa Shi                                              | Hiroshi Ishikawa (ja) | Kureta                 | Kadokawa no Shin Bungei     |                       |

## Classement des personnages féminins
| Année | Personnage         | Titre                                             | Auteur              | Artiste               | Marque de publication       |
| ----- | ------------------ | ------------------------------------------------- | ------------------- | --------------------- | --------------------------- |
| 2005  | Dokuro Mitsukai    | Bokusatsu tenshi Dokuro-chan                      | Masaki Okayu (ja)   | Torishimo (ja)        | Dengeki Bunko               |
| 2006  | Kino               | Kino no tabi                                      | Keiichi Sigsawa     | Kōhaku Kuroboshi      | Dengeki Bunko               |
| 2007  | Holo               | Spice and Wolf                                    | Isuna Hasekura      | Jū Ayakura (ja)       | Dengeki Bunko               |
| 2008  | Haruhi Suzumiya    | Série des Haruhi Suzumiya                         | Nagaru Tanigawa     | Noizi Itô             | Kadokawa Sneaker Bunko (ja) |
| 2009  | Tōko Amano         | Série des Bungaku shōjo (ja)                      | Mizuki Nomura (ja)  | Miho Takeoka (ja)     | Famitsu Bunko (ja)          |
| 2010  | Mikoto Misaka      | Toaru Majutsu no Index                            | Kazuma Kamachi      | Kiyotaka Haimura (ja) | Dengeki Bunko               |
| 2011  | Mikoto Misaka      | Toaru Majutsu no Index                            | Kazuma Kamachi      | Kiyotaka Haimura (ja) | Dengeki Bunko               |
| 2012  | Mikoto Misaka      | Toaru Majutsu no Index                            | Kazuma Kamachi      | Kiyotaka Haimura (ja) | Dengeki Bunko               |
| 2013  | Mikoto Misaka      | Toaru Majutsu no Index                            | Kazuma Kamachi      | Kiyotaka Haimura (ja) | Dengeki Bunko               |
| 2014  | Mikoto Misaka      | Toaru Majutsu no Index                            | Kazuma Kamachi      | Kiyotaka Haimura (ja) | Dengeki Bunko               |
| 2015  | Yukino Yukinoshita | Yahari Ore no Seishun Love Come wa Machigatteiru. | Wataru Watari (ja)  | Ponkan8               | Gagaga Bunko (ja)           |
| 2016  | Mikoto Misaka      | Toaru Majutsu no Index                            | Kazuma Kamachi      | Kiyotaka Haimura      | Dengeki Bunko               |
| 2017  | Mikoto Misaka      | Toaru Majutsu no Index                            | Kazuma Kamachi      | Kiyotaka Haimura      | Dengeki Bunko               |
| 2018  | Mikoto Misaka      | Toaru Majutsu no Index                            | Kazuma Kamachi      | Kiyotaka Haimura      | Dengeki Bunko               |
| 2019  | Mikoto Misaka      | Toaru Majutsu no Index                            | Kazuma Kamachi      | Kiyotaka Haimura      | Dengeki Bunko               |
| 2020  | Kei Karuizawa      | Classroom of the Elite                            | Shōgo Kinugasa (ja) | Shunsaku Tomose (ja)  | MF Bunko J (ja)             |
| 2021  | Kei Karuizawa      | Classroom of the Elite                            | Shōgo Kinugasa (ja) | Shunsaku Tomose (ja)  | MF Bunko J (ja)             |
| 2022  | Mahiru Shiina      | Chouchouté par l'ange d'à côté                    | Saekisan            | Hazano Kazutake       | GA Bunko (ja)               |

### 2005 – 2009
| Classement | Personnage             | Titre                                    | Auteur                 | Artiste               | Marque de publication       |
| 2005       | 2005                   | 2005                                     | 2005                   | 2005                  | 2005                        |
| ---------- | ---------------------- | ---------------------------------------- | ---------------------- | --------------------- | --------------------------- |
| 01         | Dokuro Mitsukai        | Bokusatsu tenshi Dokuro-chan             | Masaki Okayu (ja)      | Torishimo (ja)        | Dengeki Bunko               |
| 02         | Yomiko Readman         | Read or Die                              | Hideyuki Kurata (ja)   | Taraku Uon (ja)       | Super Dash Bunko (ja)       |
| 03         | Yuki Nagato            | Série des Haruhi Suzumiya                | Nagaru Tanigawa        | Noizi Itô             | Kadokawa Sneaker Bunko (ja) |
| 04         | Haruhi Suzumiya        | Série des Haruhi Suzumiya                | Nagaru Tanigawa        | Noizi Itô             | Kadokawa Sneaker Bunko (ja) |
| 05         | Allison Whittington    | Allison (en)                             | Keiichi Sigsawa        | Kōhaku Kuroboshi      | Dengeki Bunko               |
| 06         | Tazusa Sakurano        | Ginban Kaleidoscope                      | Rei Kaibara (ja)       | Hiro Suzuhira (ja)    | Super Dash Bunko (ja)       |
| 07         | Karasumi               | Nana hime monogatari (ja)                | Wataru Takano (ja)     | Osamu Otani (ja)      | Dengeki Bunko               |
| 08         | Victorique de Blois    | Gosick                                   | Kazuki Sakuraba        | Hinata Takeda         | Fujimi Mystery Bunko (ja)   |
| 09         | Shana                  | Shakugan no Shana                        | Yashichirō Takahashi   | Noizi Itô             | Dengeki Bunko               |
| 10         | Danatia Aryl Ankurouge | Rakuen no Majo Tachi (ja)                | Satomi Kikawa (ja)     | Mūnī Mutchiri (ja)    | Cobalt Bunko (ja)           |
| 2006       |                        |                                          |                        |                       |                             |
| 01         | Kino                   | Kino no tabi                             | Keiichi Sigsawa        | Kōhaku Kuroboshi      | Dengeki Bunko               |
| 02         | Yuki Nagato            | Série des Haruhi Suzumiya                | Nagaru Tanigawa        | Noizi Itô             | Kadokawa Sneaker Bunko (ja) |
| 03         | Victorique de Blois    | Gosick                                   | Kazuki Sakuraba        | Hinata Takeda         | Fujimi Mystery Bunko (ja)   |
| 04         | Haruhi Suzumiya        | Série des Haruhi Suzumiya                | Nagaru Tanigawa        | Noizi Itô             | Kadokawa Sneaker Bunko      |
| 05         | Shana                  | Shakugan no Shana                        | Yashichirō Takahashi   | Noizi Itô             | Dengeki Bunko               |
| 06         | Rika Akiba             | Hanbun no tsuki ga noboru sora           | Tsumugu Hashimoto (ja) | Keiji Yamamoto (ja)   | Dengeki Bunko               |
| 07         | Hiroka Sōma            | Watashitachi no Tamura-kun               | Yuyuko Takemiya        | Yasu (ja)             | Dengeki Bunko               |
| 08         | Yomiko Togano          | Missing (ja)                             | Gakuto Coda (ja)       | Shin Midorikawa (ja)  | Dengeki Bunko               |
| 09         | Kaho Sakazaki          | Yoku wakaru gendai mahō (ja)             | Hiroshi Sakurazaka     | Miki Miyashita (ja)   | Super Dash Bunko (ja)       |
| 10         | Eguriko Gankyū         | Série des Mushi to Medama (ja)           | Akira (ja)             | Mitsuki Mouse (ja)    | MF Bunko J (ja)             |
| 2007       |                        |                                          |                        |                       |                             |
| 01         | Holo                   | Spice and Wolf                           | Isuna Hasekura         | Jū Ayakura (ja)       | Dengeki Bunko               |
| 02         | Yuki Nagato            | Série des Haruhi Suzumiya                | Nagaru Tanigawa        | Noizi Itô             | Kadokawa Sneaker Bunko (ja) |
| 03         | Haruhi Suzumiya        | Série des Haruhi Suzumiya                | Nagaru Tanigawa        | Noizi Itô             | Kadokawa Sneaker Bunko (ja) |
| 04         | Tōko Amano             | Série des Bungaku shōjo (ja)             | Mizuki Nomura (ja)     | Miho Takeoka (ja)     | Famitsu Bunko (ja)          |
| 05         | Kino                   | Kino no tabi                             | Keiichi Sigsawa        | Kōhaku Kuroboshi      | Dengeki Bunko               |
| 06         | Taiga Aisaka           | Toradora!                                | Yuyuko Takemiya        | Yasu (ja)             | Dengeki Bunko               |
| 07         | Rika Akiba             | Hanbun no tsuki ga noboru sora           | Tsumugu Hashimoto (ja) | Keiji Yamamoto (ja)   | Dengeki Bunko               |
| 08         | Victorique de Blois    | Gosick                                   | Kazuki Sakuraba        | Hinata Takeda         | Fujimi Mystery Bunko (ja)   |
| 09         | Shana                  | Shakugan no Shana                        | Yashichirō Takahashi   | Noizi Itô             | Dengeki Bunko               |
| 10         | Zero no tsukaima       | Noboru Yamaguchi (ja)                    | Eiji Usatsuka (ja)     | MF Bunko J (ja)       |                             |
| 2008       |                        |                                          |                        |                       |                             |
| 01         | Haruhi Suzumiya        | Série des Haruhi Suzumiya                | Nagaru Tanigawa        | Noizi Itô             | Kadokawa Sneaker Bunko (ja) |
| 02         | Tōko Amano             | Série des Bungaku shōjo (ja)             | Mizuki Nomura (ja)     | Miho Takeoka (ja)     | Famitsu Bunko (ja)          |
| 03         | Yuki Nagato            | Série des Haruhi Suzumiya                | Nagaru Tanigawa        | Noizi Itô             | Kadokawa Sneaker Bunko      |
| 04         | Holo                   | Spice and Wolf                           | Isuna Hasekura         | Jū Ayakura (ja)       | Dengeki Bunko               |
| 05         | Kaname Chidori         | Full Metal Panic!                        | Shōji Gatō             | Shikidōji (ja)        | Fujimi Fantasia Bunko (ja)  |
| 06         | Kino                   | Kino no tabi                             | Keiichi Sigsawa        | Kōhaku Kuroboshi      | Dengeki Bunko               |
| 07         | Hitagi Senjōgahara     | Série des Monogatari                     | Nishio Ishin           | Vofan (ja)            | Kōdansha Box (ja)           |
| 08         | Nanase Kotobuki        | Série des Bungaku shōjo (ja)             | Mizuki Nomura (ja)     | Miho Takeoka (ja)     | Famitsu Bunko               |
| 09         | Teletha Testarossa     | Full Metal Panic!                        | Shōji Gatō             | Shikidōji             | Fujimi Fantasia Bunko       |
| 10         | Taiga Aisaka           | Toradora!                                | Yuyuko Takemiya        | Yasu (ja)             | Dengeki Bunko               |
| 2009       |                        |                                          |                        |                       |                             |
| 01         | Tōko Amano             | Série des Bungaku shōjo (ja)             | Mizuki Nomura (ja)     | Miho Takeoka (ja)     | Famitsu Bunko (ja)          |
| 02         | Holo                   | Spice and Wolf                           | Isuna Hasekura         | Jū Ayakura (ja)       | Dengeki Bunko               |
| 03         | Taiga Aisaka           | Toradora!                                | Yuyuko Takemiya        | Yasu (ja)             | Dengeki Bunko               |
| 04         | Nanase Kotobuki        | Série des Bungaku shōjo (ja)             | Mizuki Nomura (ja)     | Miho Takeoka (ja)     | Famitsu Bunko               |
| 05         | Mikoto Misaka          | Toaru Majutsu no Index                   | Kazuma Kamachi         | Kiyotaka Haimura (ja) | Dengeki Bunko               |
| 06         | Kino                   | Kino no tabi                             | Keiichi Sigsawa        | Kōhaku Kuroboshi      | Dengeki Bunko               |
| 07         | Hitagi Senjōgahara     | Série des Monogatari                     | Nishio Ishin           | Vofan (ja)            | Kōdansha Box (ja)           |
| 08         | Kluele Sophi Net       | Série des Tasogareiro no uta tsukai (ja) | Kei Sazane (ja)        | Miho Takeoka (ja)     | Fujimi Fantasia Bunko (ja)  |
| 09         | Shana                  | Shakugan no Shana                        | Yashichirō Takahashi   | Noizi Itô             | Dengeki Bunko               |
| 10         | Hideyoshi Kinoshita    | Baka to Test to Shōkanjū                 | Kenji Inoue (ja)       | Yui Haga (ja)         | Famitsu Bunko               |

### 2010 – 2014
| Classement | Personnage                  | Titre                                             | Auteur               | Artiste                | Marque de publication       |
| 2010       | 2010                        | 2010                                              | 2010                 | 2010                   | 2010                        |
| ---------- | --------------------------- | ------------------------------------------------- | -------------------- | ---------------------- | --------------------------- |
| 01         | Mikoto Misaka               | Toaru Majutsu no Index                            | Kazuma Kamachi       | Kiyotaka Haimura (ja)  | Dengeki Bunko               |
| 02         | Tōko Amano                  | Série des Bungaku shōjo (ja)                      | Mizuki Nomura (ja)   | Miho Takeoka (ja)      | Famitsu Bunko (ja)          |
| 03         | Nanase Kotobuki             | Série des Bungaku shōjo (ja)                      | Mizuki Nomura (ja)   | Miho Takeoka (ja)      | Famitsu Bunko (ja)          |
| 04         | Hitagi Senjōgahara          | Série des Monogatari                              | Nishio Ishin         | Vofan (ja)             | Kōdansha Box (ja)           |
| 05         | Taiga Aisaka                | Toradora!                                         | Yuyuko Takemiya      | Yasu (ja)              | Dengeki Bunko               |
| 06         | Karuma Takasaki             | Sōkyū no Karma (ja)                               | Kōshi Tachibana (ja) | Haruyuki Morisawa (ja) | Fujimi Fantasia Bunko (ja)  |
| 07         | Hideyoshi Kinoshita         | Baka to Test to Shōkanjū                          | Kenji Inoue (ja)     | Yui Haga (ja)          | Famitsu Bunko               |
| 08         | Kino                        | Kino no tabi                                      | Keiichi Sigsawa      | Kōhaku Kuroboshi       | Dengeki Bunko               |
| 09         | Kluele Sophi Net            | Série des Tasogareiro no uta tsukai (ja)          | Kei Sazane (ja)      | Miho Takeoka           | Fujimi Fantasia Bunko       |
| 10         | Holo                        | Spice and Wolf                                    | Isuna Hasekura       | Jū Ayakura (ja)        | Dengeki Bunko               |
| 2011       |                             |                                                   |                      |                        |                             |
| 01         | Mikoto Misaka               | Toaru Majutsu no Index                            | Kazuma Kamachi       | Kiyotaka Haimura (ja)  | Dengeki Bunko               |
| 02         | Yūko Shionji / Alice        | Kami-sama no Memo-chō                             | Hikaru Sugii (ja)    | Mel Kishida (ja)       | Dengeki Bunko               |
| 03         | Index Librorum Prohibitorum | Toaru Majutsu no Index                            | Kazuma Kamachi       | Kiyotaka Haimura       | Dengeki Bunko               |
| 04         | Sena Kashiwazaki            | Boku wa tomodachi ga sukunai                      | Yomi Hirasaka (ja)   | Buriki (ja)            | MF Bunko J (ja)             |
| 05         | Tōko Amano                  | Série des Bungaku shōjo (ja)                      | Mizuki Nomura (ja)   | Miho Takeoka (ja)      | Famitsu Bunko (ja)          |
| 06         | Asuna Yūki / Asuna          | Sword Art Online                                  | Reki Kawahara        | abec (ja)              | Dengeki Bunko               |
| 07         | Itsuwa                      | Toaru Majutsu no Index                            | Kazuma Kamachi       | Kiyotaka Haimura       | Dengeki Bunko               |
| 08         | Hitagi Senjōgahara          | Série des Monogatari                              | Nishio Ishin         | Vofan (ja)             | Kōdansha Box (ja)           |
| 09         | Erio Tōwa                   | Denpa onna to seishun otoko (ja)                  | Hitoma Iruma (ja)    | Buriki (ja)            | Dengeki Bunko               |
| 10         | Nanase Kotobuki             | Série des Bungaku shōjo (ja)                      | Mizuki Nomura (ja)   | Miho Takeoka (ja)      | Famitsu Bunko               |
| 2012       |                             |                                                   |                      |                        |                             |
| 01         | Mikoto Misaka               | Toaru Majutsu no Index                            | Kazuma Kamachi       | Kiyotaka Haimura (ja)  | Dengeki Bunko               |
| 02         | Asuna Yūki / Asuna          | Sword Art Online                                  | Reki Kawahara        | abec (ja)              | Dengeki Bunko               |
| 03         | Sena Kashiwazaki            | Boku wa tomodachi ga sukunai                      | Yomi Hirasaka (ja)   | Buriki (ja)            | MF Bunko J (ja)             |
| 04         | Ruri Gokō / Kuroneko        | Ore no imōto ga konna ni kawaii wake ga nai       | Tsukasa Fushimi      | Hiro Kanzaki (ja)      | Dengeki Bunko               |
| 05         | Yūko Shionji / Alice        | Kami-sama no Memo-chō                             | Hikaru Sugii (ja)    | Mel Kishida (ja)       | Dengeki Bunko               |
| 06         | Himeko Inaba                | Kokoro Connect                                    | Sadanatsu Anda (ja)  | Shiromizakana          | Famitsu Bunko (ja)          |
| 07         | Hitagi Senjōgahara          | Série des Monogatari                              | Nishio Ishin         | Vofan (ja)             | Kōdansha Box (ja)           |
| 07         | Kirino Kōsaka               | Ore no imōto ga konna ni kawaii wake ga nai       | Tsukasa Fushimi      | Hiro Kanzaki           | Dengeki Bunko               |
| 09         | Haruhi Suzumiya             | Série des Haruhi Suzumiya                         | Nagaru Tanigawa      | Noizi Itô              | Kadokawa Sneaker Bunko (ja) |
| 10         | Yozora Mikazuki             | Boku wa tomodachi ga sukunai                      | Yomi Hirasaka (ja)   | Buriki (ja)            | MF Bunko J                  |
| 2013       |                             |                                                   |                      |                        |                             |
| 01         | Mikoto Misaka               | Toaru Majutsu no Index                            | Kazuma Kamachi       | Kiyotaka Haimura (ja)  | Dengeki Bunko               |
| 02         | Asuna Yūki / Asuna          | Sword Art Online                                  | Reki Kawahara        | abec (ja)              | Dengeki Bunko               |
| 03         | Himeko Inaba                | Kokoro Connect                                    | Sadanatsu Anda (ja)  | Shiromizakana          | Famitsu Bunko (ja)          |
| 04         | Kuroyukihime                | Accel World                                       | Reki Kawahara        | HiMA (ja)              | Dengeki Bunko               |
| 05         | Sena Kashiwazaki            | Boku wa tomodachi ga sukunai                      | Yomi Hirasaka (ja)   | Buriki (ja)            | MF Bunko J (ja)             |
| 06         | Ruri Gokō / Kuroneko        | Ore no imōto ga konna ni kawaii wake ga nai       | Tsukasa Fushimi      | Hiro Kanzaki (ja)      | Dengeki Bunko               |
| 07         | Shino Asada / Sinon         | Sword Art Online                                  | Reki Kawahara        | abec (ja)              | Dengeki Bunko               |
| 08         | Yukino Yukinoshita          | Yahari ore no seishun love come wa machigatteiru. | Wataru Watari (ja)   | Ponkan8                | Gagaga Bunko (ja)           |
| 09         | Kirino Kōsaka               | Ore no imōto ga konna ni kawaii wake ga nai       | Tsukasa Fushimi      | Hiro Kanzaki           | Dengeki Bunko               |
| 10         | Yozora Mikazuki             | Boku wa tomodachi ga sukunai                      | Yomi Hirasaka (ja)   | Buriki (ja)            | MF Bunko J                  |
| 2014       |                             |                                                   |                      |                        |                             |
| 01         | Mikoto Misaka               | Toaru Majutsu no Index                            | Kazuma Kamachi       | Kiyotaka Haimura (ja)  | Dengeki Bunko               |
| 02         | Yukino Yukinoshita          | Yahari ore no seishun love come wa machigatteiru. | Wataru Watari (ja)   | Ponkan8                | Gagaga Bunko (ja)           |
| 03         | Asuna Yūki / Asuna          | Sword Art Online                                  | Reki Kawahara        | abec (ja)              | Dengeki Bunko               |
| 04         | Yui Yuigahama               | Yahari ore no seishun love come wa machigatteiru. | Wataru Watari        | Ponkan8                | Gagaga Bunko                |
| 05         | Index Librorum Prohibitorum | Toaru Majutsu no Index                            | Kazuma Kamachi       | Kiyotaka Haimura       | Dengeki Bunko               |
| 06         | Kirino Kōsaka               | Ore no imōto ga konna ni kawaii wake ga nai       | Tsukasa Fushimi      | Hiro Kanzaki (ja)      | Dengeki Bunko               |
| 07         | Ayase Aragaki               | Ore no imōto ga konna ni kawaii wake ga nai       | Tsukasa Fushimi      | Hiro Kanzaki (ja)      | Dengeki Bunko               |
| 08         | Shino Asada / Sinon         | Sword Art Online                                  | Reki Kawahara        | abec                   | Dengeki Bunko               |
| 09         | Miyuki Shiba                | The Irregular at Magic High School                | Tsutomu Satō         | Kana Ishida            | Dengeki Bunko               |
| 10         | Yozora Mikazuki             | Boku wa tomodachi ga sukunai                      | Yomi Hirasaka (ja)   | Buriki (ja)            | MF Bunko J (ja)             |

### 2015 – 2019
| Classement | Personnage                  | Titre                                             | Auteur                | Artiste                | Marque de publication       |
| 2015       | 2015                        | 2015                                              | 2015                  | 2015                   | 2015                        |
| ---------- | --------------------------- | ------------------------------------------------- | --------------------- | ---------------------- | --------------------------- |
| 01         | Yukino Yukinoshita          | Yahari ore no seishun love come wa machigatteiru. | Wataru Watari (ja)    | Ponkan8                | Gagaga Bunko (ja)           |
| 02         | Mikoto Misaka               | Toaru Majutsu no Index                            | Kazuma Kamachi        | Kiyotaka Haimura (ja)  | Dengeki Bunko               |
| 03         | Yui Yuigahama               | Yahari ore no seishun love come wa machigatteiru. | Wataru Watari         | Ponkan8                | Gagaga Bunko                |
| 04         | Asuna Yūki / Asuna          | Sword Art Online                                  | Reki Kawahara         | abec (ja)              | Dengeki Bunko               |
| 05         | Othinus                     | Toaru Majutsu no Index                            | Kazuma Kamachi        | Kiyotaka Haimura       | Dengeki Bunko               |
| 06         | Index Librorum Prohibitorum | Toaru Majutsu no Index                            | Kazuma Kamachi        | Kiyotaka Haimura       | Dengeki Bunko               |
| 07         | Shino Asada / Sinon         | Sword Art Online                                  | Reki Kawahara         | abec                   | Dengeki Bunko               |
| 08         | Komachi Hikigaya            | Yahari ore no seishun love come wa machigatteiru. | Wataru Watari         | Ponkan8                | Gagaga Bunko                |
| 09         | Misaki Shokuhō              | Toaru Majutsu no Index                            | Kazuma Kamachi        | Kiyotaka Haimura       | Dengeki Bunko               |
| 10         | Shiro                       | No Game No Life                                   | Yū Kamiya             | Yū Kamiya              | MF Bunko J (ja)             |
| 2016       |                             |                                                   |                       |                        |                             |
| 01         | Mikoto Misaka               | Toaru Majutsu no Index                            | Kazuma Kamachi        | Kiyotaka Haimura (ja)  | Dengeki Bunko               |
| 02         | Yukino Yukinoshita          | Yahari ore no seishun love come wa machigatteiru. | Wataru Watari (ja)    | Ponkan8                | Gagaga Bunko (ja)           |
| 03         | Iroha Isshiki               | Yahari ore no seishun love come wa machigatteiru. | Wataru Watari (ja)    | Ponkan8                | Gagaga Bunko (ja)           |
| 04         | Yui Yuigahama               | Yahari ore no seishun love come wa machigatteiru. | Wataru Watari (ja)    | Ponkan8                | Gagaga Bunko (ja)           |
| 04         | Asuna Yūki / Asuna          | Sword Art Online                                  | Reki Kawahara         | abec (ja)              | Dengeki Bunko               |
| 06         | Megumi Katō                 | Saenai Heroine no Sodatekata                      | Fumiaki Maruto (ja)   | Kurehito Misaki (ja)   | Fujimi Fantasia Bunko (ja)  |
| 07         | Shiro                       | No Game No Life                                   | Yū Kamiya             | Yū Kamiya              | MF Bunko J (ja)             |
| 08         | Miyuki Shiba                | The Irregular at Magic High School                | Tsutomu Satō (ja)     | Kana Ishida (ja)       | Dengeki Bunko               |
| 09         | Othinus                     | Toaru Majutsu no Index                            | Kazuma Kamachi        | Kiyotaka Haimura       | Dengeki Bunko               |
| 10         | Index Librorum Prohibitorum | Toaru Majutsu no Index                            | Kazuma Kamachi        | Kiyotaka Haimura       | Dengeki Bunko               |
| 2017       |                             |                                                   |                       |                        |                             |
| 01         | Mikoto Misaka               | Toaru Majutsu no Index                            | Kazuma Kamachi        | Kiyotaka Haimura (ja)  | Dengeki Bunko               |
| 02         | Rem                         | Re:Zero kara hajimeru isekai seikatsu             | Tappei Nagatsuki      | Shinichirō Ōtsuka (ja) | MF Bunko J (ja)             |
| 03         | Megumin                     | Konosuba : Sois béni monde merveilleux !          | Natsume Akatsuki      | Kurone Mishima         | Kadokawa Sneaker Bunko (ja) |
| 04         | Yukino Yukinoshita          | Yahari ore no seishun love come wa machigatteiru. | Wataru Watari (ja)    | Ponkan8                | Gagaga Bunko (ja)           |
| 04         | Asuna Yūki / Asuna          | Sword Art Online                                  | Reki Kawahara         | abec (ja)              | Dengeki Bunko               |
| 06         | Megumi Katō                 | Saenai Heroine no Sodatekata                      | Fumiaki Maruto (ja)   | Kurehito Misaki (ja)   | Fujimi Fantasia Bunko (ja)  |
| 07         | “Shiroki” joō               | Mitō shōkan:// Blood-Sign (ja)                    | Kazuma Kamachi        | Waki Ikawa             | Dengeki Bunko               |
| 08         | Emilia                      | Re:Zero kara hajimeru isekai seikatsu             | Tappei Nagatsuki      | Shinichirō Ōtsuka      | MF Bunko J                  |
| 09         | Index Librorum Prohibitorum | Toaru Majutsu no Index                            | Kazuma Kamachi        | Kiyotaka Haimura       | Dengeki Bunko               |
| 10         | Othinus                     | Toaru Majutsu no Index                            | Kazuma Kamachi        | Kiyotaka Haimura       | Dengeki Bunko               |
| 2018       |                             |                                                   |                       |                        |                             |
| 01         | Mikoto Misaka               | Toaru Majutsu no Index                            | Kazuma Kamachi        | Kiyotaka Haimura (ja)  | Dengeki Bunko               |
| 02         | Maïn                        | Ascendance of a Bookworm                          | Miya Kazuki           | Yū Shiina (ja)         | TO Books (ja)               |
| 03         | Asuna Yūki / Asuna          | Sword Art Online                                  | Reki Kawahara         | abec (ja)              | Dengeki Bunko               |
| 04         | Mai Sakurajima              | Seishun buta yarō                                 | Hajime Kamoshida      | Kēji Mizoguchi (ja)    | Dengeki Bunko               |
| 05         | Megumi Katō                 | Saenai Heroine no Sodatekata                      | Fumiaki Maruto (ja)   | Kurehito Misaki (ja)   | Fujimi Fantasia Bunko (ja)  |
| 06         | Yukino Yukinoshita          | Yahari ore no seishun love come wa machigatteiru. | Wataru Watari (ja)    | Ponkan8                | Gagaga Bunko (ja)           |
| 07         | Yui Yuigahama               |                                                   |                       |                        |                             |
| 08         | Rem                         | Re:Zero kara hajimeru isekai seikatsu             | Tappei Nagatsuki      | Shinichirō Ōtsuka (ja) | MF Bunko J (ja)             |
| 09         | Iroha Isshiki               | Yahari ore no seishun love come wa machigatteiru. | Wataru Watari         | Ponkan8                | Gagaga Bunko                |
| 10         | Othinus                     | Toaru Majutsu no Index                            | Kazuma Kamachi        | Kiyotaka Haimura       | Dengeki Bunko               |
| 2019       |                             |                                                   |                       |                        |                             |
| 01         | Mikoto Misaka               | Toaru Majutsu no Index                            | Kazuma Kamachi        | Kiyotaka Haimura (ja)  | Dengeki Bunko               |
| 02         | Vladilena Mirizé            | 86: Eighty-Six                                    | Asato Asato (ja)      | Shirabi (ja)           | Dengeki Bunko               |
| 03         | Asuna Yūki / Asuna          | Sword Art Online                                  | Reki Kawahara         | abec (ja)              | Dengeki Bunko               |
| 04         | Ginko Sora                  | Ryūō no oshigoto!                                 | Shirow Shiratori (ja) | Shirabi                | GA Bunko (ja)               |
| 05         | Maïn                        | Ascendance of a Bookworm                          | Miya Kazuki           | Yū Shiina (ja)         | TO Books (ja)               |
| 06         | Minami Nanami               | Jaku-Chara Tomozaki-kun                           | Yūki Yaku             | Fly (ja)               | Gagaga Bunko (ja)           |
| 06         | Mai Sakurajima              | Seishun buta yarō                                 | Hajime Kamoshida      | Kēji Mizoguchi (ja)    | Dengeki Bunko               |
| 08         | Kei Karuizawa               | Classroom of the Elite                            | Shōgo Kinugasa (ja)   | Shunsaku Tomose (ja)   | MF Bunko J (ja)             |
| 09         | Ai Yashajin                 | Ryūō no oshigoto!                                 | Shirow Shiratori (ja) | Shirabi                | GA Bunko                    |
| 10         | Elaina                      | Wandering Witch                                   | Jōgi Shiraishi        | Azul                   | GA Bunko                    |

### 2020 – 2022
| Classement | Personnage              | Titre                                                  | Auteur                 | Artiste               | Marque de publication  |
| 2020       | 2020                    | 2020                                                   | 2020                   | 2020                  | 2020                   |
| ---------- | ----------------------- | ------------------------------------------------------ | ---------------------- | --------------------- | ---------------------- |
| 01         | Kei Karuizawa           | Classroom of the Elite                                 | Shōgo Kinugasa (ja)    | Shunsaku Tomose (ja)  | MF Bunko J (ja)        |
| 02         | Ginko Sora              | Ryūō no oshigoto!                                      | Shirow Shiratori (ja)  | Shirabi               | GA Bunko (ja)          |
| 03         | Mikoto Misaka           | Toaru Majutsu no Index                                 | Kazuma Kamachi         | Kiyotaka Haimura (ja) | Dengeki Bunko          |
| 04         | Mai Sakurajima          | Seishun buta yarō                                      | Hajime Kamoshida       | Kēji Mizoguchi (ja)   | Dengeki Bunko          |
| 05         | Minami Nanami           | Jaku-Chara Tomozaki-kun                                | Yūki Yaku              | Fly                   | Gagaga Bunko (ja)      |
| 06         | Elaina                  | Wandering Witch                                        | Jōgi Shiraishi         | Azul                  | GA Bunko (ja)          |
| 07         | Honami Ichinose         | Classroom of the Elite                                 | Shōgo Kinugasa (ja)    | Shunsaku Tomose (ja)  | MF Bunko J (ja)        |
| 08         | Mahiru Shiina           | Chouchouté par l'ange d'à côté                         | Saekisan               | Hazano Kazutake       | GA Bunko (ja)          |
| 09         | Shōko Makinohara        | Seishun buta yarō                                      | Hajime Kamoshida       | Kēji Mizoguchi        | Dengeki Bunko          |
| 10         | Vladilena Mirizé        | 86: Eighty-Six                                         | Asato Asato (ja)       | Shirabi (ja)          | Dengeki Bunko          |
| 2021       |                         |                                                        |                        |                       |                        |
| 01         | Kei Karuizawa           | Classroom of the Elite                                 | Shōgo Kinugasa (ja)    | Shunsaku Tomose (ja)  | MF Bunko J (ja)        |
| 02         | Mahiru Shiina           | Chouchouté par l'ange d'à côté                         | Saekisan               | Hazano Kazutake       | GA Bunko (ja)          |
| 03         | Maïn                    | Ascendance of a Bookworm                               | Miya Kazuki            | Yū Shiina (ja)        | TO Books (ja)          |
| 04         | Siesta                  | The Detective is Already Dead                          | Nigojū                 | Umibouzu              | MF Bunko J             |
| 05         | Mai Sakurajima          | Seishun buta yarō                                      | Hajime Kamoshida       | Kēji Mizoguchi (ja)   | Dengeki Bunko          |
| 06         | Honami Ichinose         | Classroom of the Elite                                 | Shōgo Kinugasa (ja)    | Shunsaku Tomose (ja)  | MF Bunko J             |
| 07         | Mikoto Misaka           | Toaru Majutsu no Index                                 | Kazuma Kamachi         | Kiyotaka Haimura (ja) | Dengeki Bunko          |
| 08         | Kuroha Shida            | Osananajimi ga zettai ni makenai Love Comedy (ja)      | Shūichi Nimaru (ja)    | Ui Shigure            | Dengeki Bunko          |
| 09         | Yume Irido              | My Stepmom's Daughter Is My Ex                         | Kamishiro Kyōsuke (ja) | Takayaki (ja)         | Kadokawa Sneaker Bunko |
| 10         | Minami Nanami           | Jaku-Chara Tomozaki-kun                                | Yūki Yaku              | Fly                   | Gagaga Bunko (ja)      |
| 2022       |                         |                                                        |                        |                       |                        |
| 01         | Mahiru Shiina           | Chouchouté par l'ange d'à côté                         | Saekisan               | Hazano Kazutake       | GA Bunko (ja)          |
| 02         | Siesta                  | The Detective is Already Dead                          | Nigojū (en)            | Umibōzu               | MF Bunko J (en)        |
| 03         | Yukino Yukinoshita      | My Teen Romantic Comedy is Wrong as I Expected         | Wataru Watari (en)     | Ponkan ⑧ (ja)         | Gagaga Bunko (en)      |
| 04         | Kei Karuizawa           | Classroom of the Elite                                 | Shōgo Kinugasa (ja)    | Shunsaku Tomose (ja)  | MF Bunko J (ja)        |
| 05         | Maïn                    | Ascendance of a Bookworm                               | Miya Kazuki            | Yū Shiina (ja)        | TO Books (ja)          |
| 06         | Alisa Mikhailovna Kujou | Tokidoki bosotto roshiago de dereru tonari no Ārya-san | Sunsunsun (ja)         | Momoco (ja)           | Kadokawa Sneaker Bunko |
| 07         | Saki Ayase              | Gimai seikatsu (en)                                    | Ghost Mikawa (ja)      | Hiten (ja)            | MF Bunko J             |
| 08         | Haru Aomi               | Chitose-kun wa ramune bin no naka (en)                 | Hiromu (ja)            | raemz                 | Gagaga Bunko (en)      |
| 09         | Yuzuki Nanase           | Chitose-kun wa ramune bin no naka (en)                 | Hiromu (ja)            | raemz                 | Gagaga Bunko (en)      |
| 10         | Honami Ichinose         | Classroom of the Elite                                 | Shōgo Kinugasa (ja)    | Shunsaku Tomose (ja)  | MF Bunko J             |

## Classement des personnages masculins
| Année | Personnage               | Titre                                             | Auteur               | Artiste               | Marque de publication      |
| ----- | ------------------------ | ------------------------------------------------- | -------------------- | --------------------- | -------------------------- |
| 2005  | “Je” / Ii-chan           | Série des Zaregoto (ja)                           | Nishio Ishin         | Take (ja)             | Kōdansha Novels (ja)       |
| 2006  | “Je” / Ii-chan           | Série des Zaregoto (ja)                           | Nishio Ishin         | Take (ja)             | Kōdansha Novels (ja)       |
| 2007  | Mikoto Sayama            | Owari no chronicle (ja)                           | Minoru Kawakami (ja) | Satoyasu (ja)         | Dengeki Bunko              |
| 2008  | Sōsuke Sagara            | Full Metal Panic!                                 | Shōji Gatō           | Shikidōji (ja)        | Fujimi Fantasia Bunko (ja) |
| 2009  | Hideyoshi Kinoshita      | Baka to Test to Shōkanjū                          | Kenji Inoue (ja)     | Yui Haga (ja)         | Famitsu Bunko (ja)         |
| 2010  | Hideyoshi Kinoshita      | Baka to Test to Shōkanjū                          | Kenji Inoue (ja)     | Yui Haga (ja)         | Famitsu Bunko (ja)         |
| 2011  | Tōma Kamijō              | Toaru Majutsu no Index                            | Kazuma Kamachi       | Kiyotaka Haimura (ja) | Dengeki Bunko              |
| 2012  | Kazuto Kirigaya / Kirito | Sword Art Online                                  | Reki Kawahara        | abec (ja)             | Dengeki Bunko              |
| 2013  | Kazuto Kirigaya / Kirito | Sword Art Online                                  | Reki Kawahara        | abec (ja)             | Dengeki Bunko              |
| 2014  | Hachiman Hikigaya        | Yahari ore no seishun love come wa machigatteiru. | Wataru Watari (ja)   | Ponkan8               | Gagaga Bunko (ja)          |
| 2015  | Hachiman Hikigaya        | Yahari ore no seishun love come wa machigatteiru. | Wataru Watari (ja)   | Ponkan8               | Gagaga Bunko (ja)          |
| 2016  | Hachiman Hikigaya        | Yahari ore no seishun love come wa machigatteiru. | Wataru Watari (ja)   | Ponkan8               | Gagaga Bunko (ja)          |
| 2017  | Tōma Kamijō              | Toaru Majutsu no Index                            | Kazuma Kamachi       | Kiyotaka Haimura      | Dengeki Bunko              |
| 2018  | Kazuto Kirigaya / Kirito | Sword Art Online                                  | Reki Kawahara        | abec                  | Dengeki Bunko              |
| 2019  | Tōma Kamijō              | Toaru Majutsu no Index                            | Kazuma Kamachi       | Kiyotaka Haimura      | Dengeki Bunko              |
| 2020  | Kiyotaka Ayanokōji       | Classroom of the Elite                            | Shōgo Kinugasa (ja)  | Shunsaku Tomose (ja)  | MF Bunko J (ja)            |
| 2021  | Kiyotaka Ayanokōji       | Classroom of the Elite                            | Shōgo Kinugasa (ja)  | Shunsaku Tomose (ja)  | MF Bunko J (ja)            |
| 2022  | Kiyotaka Ayanokōji       | Classroom of the Elite                            | Shōgo Kinugasa (ja)  | Shunsaku Tomose (ja)  | MF Bunko J (ja)            |

### 2005 – 2009
| Classement         | Personnage          | Titre                                      | Auteur                | Artiste               | Marque de publication       |
| 2005               | 2005                | 2005                                       | 2005                  | 2005                  | 2005                        |
| ------------------ | ------------------- | ------------------------------------------ | --------------------- | --------------------- | --------------------------- |
| 01                 | “Je” / Ii-chan      | Série des Zaregoto (ja)                    | Nishio Ishin          | Take (ja)             | Kōdansha Novels (ja)        |
| 02                 | Sōsuke Sagara       | Full Metal Panic!                          | Shōji Gatō            | Shikidōji (ja)        | Fujimi Fantasia Bunko (ja)  |
| 03                 | Mikoto Sayama       | Owari no chronicle (ja)                    | Minoru Kawakami (ja)  | Satoyasu (ja)         | Dengeki Bunko               |
| 04                 | Orphen              | Majutsushi Orphen                          | Yoshinobu Akita (ja)  | Yūya Kusaka (ja)      | Fujimi Fantasia Bunko       |
| 05                 | Maisaka Ryi         | Beat no Discipline (ja)                    | Kōhei Kadono (ja)     | Kōji Ogata (ja)       | Dengeki Bunko               |
| 06                 | Kei Monobe          | D Crackers (ja)                            | Kōhei Azano (ja)      | Hisato Murasaki (ja)  | Fujimi Fantasia Bunko       |
| 07                 | Elion               | Harmonizer-Elion                           | Yoru Yoshimura (ja)   | Tsukasa Kotobuki (ja) | Fujimi Fantasia Bunko       |
| 08                 | Maido B. Garnash    | Série des Detamaka (ja)                    | Kazuyuki Takami (ja)  | Chiyoko (ja)          | Kadokawa Sneaker Bunko (ja) |
| 09                 | Ferio Aruseifu      | Sora no kane no hibiku hoshi de (ja)       | Soichiro Watase (ja)  | Minako Iwasaki (ja)   | Dengeki Bunko               |
| 10                 | Dr Kishida          | Ariel                                      | Yūichi Sasamoto (ja)  | Masahisa Suzuki (ja)  | Sonorama Bunko (ja)         |
| 2006               |                     |                                            |                       |                       |                             |
| 01                 | “Je” / Ii-chan      | Série des Zaregoto (ja)                    | Nishio Ishin          | Take (ja)             | Kōdansha Novels (ja)        |
| 02                 | Mikoto Sayama       | Owari no chronicle (ja)                    | Minoru Kawakami (ja)  | Satoyasu (ja)         | Dengeki Bunko               |
| 03                 | Gaius Levina Sorel  | Saredo tsumibito wa ryū to odoru (ja)      | Labo Asai (ja)        | Miyagi (ja)           | Kadokawa Sneaker Bunko (ja) |
| 04                 | Sōsuke Sagara       | Full Metal Panic!                          | Shōji Gatō            | Shikidōji (ja)        | Fujimi Fantasia Bunko (ja)  |
| 05                 | Shizuo Heiwajima    | Durarara!!                                 | Ryōgo Narita          | Suzuhito Yasuda       | Dengeki Bunko               |
| 06                 | Hitoshiki Zerozaki  | Série des Zaregoto (ja)                    | Nishio Ishin          | Take                  | Kōdansha Novels (ja)        |
| 07                 | Yuri Shibuya        | Kyō kara maoh !                            | Tomo Takabayashi (ja) | Temari Matsumoto (ja) | Kadokawa Sneaker Bunko      |
| 08                 | Abel Nightroad      | Trinity Blood                              | Sunao Yoshida         | Shibamoto Thores      | Kadokawa Sneaker Bunko      |
| 09                 | Conrad Weller       | Kyō kara maoh !                            | Tomo Takabayashi      | Temari Matsumoto      | Kadokawa Sneaker Bunko      |
| 10                 | Daisuke Kusuriya    | Mushi-Uta (ja)                             | Kyōhei Iwai (ja)      | Ruroo (ja)            | Kadokawa Sneaker Bunko      |
| 2007               |                     |                                            |                       |                       |                             |
| 01                 | Mikoto Sayama       | Owari no chronicle (ja)                    | Minoru Kawakami (ja)  | Satoyasu (ja)         | Dengeki Bunko               |
| 02                 | “Je” / Ii-chan      | Série des Zaregoto (ja)                    | Nishio Ishin          | Take (ja)             | Kōdansha Novels (ja)        |
| 03                 | Hitoshiki Zerozaki  | Série des Zaregoto (ja)                    | Nishio Ishin          | Take (ja)             | Kōdansha Novels (ja)        |
| 04                 | Shizuo Heiwajima    | Durarara!!                                 | Ryōgo Narita          | Suzuhito Yasuda       | Dengeki Bunko               |
| 05                 | Sōsuke Sagara       | Full Metal Panic!                          | Shōji Gatō            | Shikidōji (ja)        | Fujimi Fantasia Bunko (ja)  |
| 06                 | Kyon                | Série des Haruhi Suzumiya                  | Nagaru Tanigawa       | Noizi Itô             | Kadokawa Sneaker Bunko (ja) |
| 07                 | Gaius Levina Sorel  | Saredo tsumibito wa ryū to odoru (ja)      | Labo Asai (ja)        | Miyagi (ja)           | Kadokawa Sneaker Bunko (ja) |
| 08                 | Izaya Orihara       | Durarara!!                                 | Ryōgo Narita          | Suzuhito Yasuda       | Dengeki Bunko               |
| 09                 | Tōma Kamijō         | Toaru Majutsu no Index                     | Kazuma Kamachi        | Kiyotaka Haimura (ja) | Dengeki Bunko               |
| 10                 | Daisuke Kusuriya    | Mushi-Uta (ja)                             | Kyōhei Iwai (ja)      | Ruroo (ja)            | Kadokawa Sneaker Bunko      |
| 2008               |                     |                                            |                       |                       |                             |
| 01                 | Sōsuke Sagara       | Full Metal Panic!                          | Shōji Gatō            | Shikidōji (ja)        | Fujimi Fantasia Bunko (ja)  |
| 02                 | Kyon                | Série des Haruhi Suzumiya                  | Nagaru Tanigawa       | Noizi Itô             | Kadokawa Sneaker Bunko (ja) |
| 03                 | Tōma Kamijō         | Toaru Majutsu no Index                     | Kazuma Kamachi        | Kiyotaka Haimura (ja) | Dengeki Bunko               |
| 04                 | Hideyoshi Kinoshita | Baka to Test to Shōkanjū                   | Kenji Inoue (ja)      | Yui Haga (ja)         | Famitsu Bunko (ja)          |
| 05                 | Ryūji Takasu        | Toradora!                                  | Yuyuko Takemiya       | Yasu (ja)             | Dengeki Bunko               |
| 06                 | Daisuke Kusuriya    | Mushi-Uta (ja)                             | Kyōhei Iwai (ja)      | Ruroo (ja)            | Kadokawa Sneaker Bunko      |
| 07                 | Konoha Inoue        | Série des Bungaku shōjo (ja)               | Mizuki Nomura (ja)    | Miho Takeoka (ja)     | Famitsu Bunko               |
| 08 \| Saitō Hiraga | Zero no tsukaima    | Noboru Yamaguchi (ja)                      | Eiji Usatsuka (ja)    | MF Bunko J (ja)       |                             |
| 09                 | Kraft Lawrence      | Spice and Wolf                             | Isuna Hasekura        | Jū Ayakura (ja)       | Dengeki Bunko               |
| 10                 | Kurz Weber          | Full Metal Panic!                          | Shōji Gatō            | Shikidōji             | Fujimi Fantasia Bunko       |
| 2009               |                     |                                            |                       |                       |                             |
| 01                 | Hideyoshi Kinoshita | Baka to Test to Shōkanjū                   | Kenji Inoue (ja)      | Yui Haga (ja)         | Famitsu Bunko (ja)          |
| 02                 | Ryūji Takasu        | Toradora!                                  | Yuyuko Takemiya       | Yasu (ja)             | Dengeki Bunko               |
| 03                 | Tōma Kamijō         | Toaru Majutsu no Index                     | Kazuma Kamachi        | Kiyotaka Haimura (ja) | Dengeki Bunko               |
| 04                 | Sōsuke Sagara       | Full Metal Panic!                          | Shōji Gatō            | Shikidōji (ja)        | Fujimi Fantasia Bunko (ja)  |
| 05                 | Konoha Inoue        | Série des Bungaku shōjo (ja)               | Mizuki Nomura (ja)    | Miho Takeoka (ja)     | Famitsu Bunko               |
| 06                 | Koyomi Araragi      | Série des Monogatari                       | Nishio Ishin          | Vofan (ja)            | Kōdansha Box (ja)           |
| 07                 | Mii-kun             | Usotsuki Mii-kun to kowareta Maa-chan (ja) | Hitoma Iruma (ja)     | Hidari (ja)           | Dengeki Bunko               |
| 08                 | Akihisa Yoshii      | Baka to Test to Shōkanjū                   | Kenji Inoue           | Yui Haga              | Famitsu Bunko               |
| 09                 | Kraft Lawrence      | Spice and Wolf                             | Isuna Hasekura        | Jū Ayakura (ja)       | Dengeki Bunko               |
| 10                 | Ken Sugisaki        | Série des Seitokai no ichizon (ja)         | Sekina Aoi (ja)       | Kira Inugami (ja)     | Fujimi Fantasia Bunko       |

### 2010 – 2014
| Classement | Personnage               | Titre                                             | Auteur                | Artiste               | Marque de publication       |
| 2010       | 2010                     | 2010                                              | 2010                  | 2010                  | 2010                        |
| ---------- | ------------------------ | ------------------------------------------------- | --------------------- | --------------------- | --------------------------- |
| 01         | Hideyoshi Kinoshita      | Baka to Test to Shōkanjū                          | Kenji Inoue (ja)      | Yui Haga (ja)         | Famitsu Bunko (ja)          |
| 02         | Koyomi Araragi           | Série des Monogatari                              | Nishio Ishin          | Vofan (ja)            | Kōdansha Box (ja)           |
| 03         | Tōma Kamijō              | Toaru Majutsu no Index                            | Kazuma Kamachi        | Kiyotaka Haimura (ja) | Dengeki Bunko               |
| 04         | Mii-kun                  | Usotsuki Mii-kun to kowareta Maa-chan (ja)        | Hitoma Iruma (ja)     | Hidari (ja)           | Dengeki Bunko               |
| 05         | Ken Sugisaki             | Série des Seitokai no ichizon (ja)                | Sekina Aoi (ja)       | Kira Inugami (ja)     | Fujimi Fantasia Bunko (ja)  |
| 06         | Ryūji Takasu             | Toradora!                                         | Yuyuko Takemiya       | Yasu (ja)             | Dengeki Bunko               |
| 07         | Konoha Inoue             | Série des Bungaku shōjo (ja)                      | Mizuki Nomura (ja)    | Miho Takeoka (ja)     | Famitsu Bunko               |
| 08         | Neight Yehlemihas        | Série des Tasogareiro no uta tsukai (ja)          | Kei Sazane (ja)       | Miho Takeoka (ja)     | Fujimi Fantasia Bunko       |
| 09         | Hideo Kawamura           | Sentō jōsai masurawo (ja)                         | Tomoaki Hayashi (ja)  | Yumehito Ueda (ja)    | Kadokawa Sneaker Bunko (ja) |
| 10         | Akihisa Yoshii           | Baka to Test to Shōkanjū                          | Kenji Inoue           | Yui Haga              | Famitsu Bunko               |
| 2011       |                          |                                                   |                       |                       |                             |
| 01         | Tōma Kamijō              | Toaru Majutsu no Index                            | Kazuma Kamachi        | Kiyotaka Haimura (ja) | Dengeki Bunko               |
| 02         | Accelerator              | Toaru Majutsu no Index                            | Kazuma Kamachi        | Kiyotaka Haimura (ja) | Dengeki Bunko               |
| 03         | Kazuto Kirigaya / Kirito | Sword Art Online                                  | Reki Kawahara         | abec (ja)             | Dengeki Bunko               |
| 04         | Hideyoshi Kinoshita      | Baka to Test to Shōkanjū                          | Kenji Inoue (ja)      | Yui Haga (ja)         | Famitsu Bunko (ja)          |
| 05         | Yō Satō                  | Ben-tō (ja)                                       | Asaura (ja)           | Kaito Shibano (ja)    | Super Dash Bunko (ja)       |
| 06         | Sōsuke Sagara            | Full Metal Panic!                                 | Shōji Gatō            | Shikidōji (ja)        | Fujimi Fantasia Bunko (ja)  |
| 07         | Koyomi Araragi           | Série des Monogatari                              | Nishio Ishin          | Vofan (ja)            | Kōdansha Box (ja)           |
| 08         | Ken Sugisaki             | Série des Seitokai no ichizon (ja)                | Sekina Aoi (ja)       | Kira Inugami (ja)     | Fujimi Fantasia Bunko       |
| 09         | Mii-kun                  | Usotsuki Mii-kun to kowareta Maa-chan (ja)        | Hitoma Iruma (ja)     | Hidari (ja)           | Dengeki Bunko               |
| 10         | Shizuo Heiwajima         | Durarara!!                                        | Ryōgo Narita          | Suzuhito Yasuda       | Dengeki Bunko               |
| 2012       |                          |                                                   |                       |                       |                             |
| 01         | Kazuto Kirigaya / Kirito | Sword Art Online                                  | Reki Kawahara         | abec (ja)             | Dengeki Bunko               |
| 02         | Tōma Kamijō              | Toaru Majutsu no Index                            | Kazuma Kamachi        | Kiyotaka Haimura (ja) | Dengeki Bunko               |
| 03         | Koyomi Araragi           | Série des Monogatari                              | Nishio Ishin          | Vofan (ja)            | Kōdansha Box (ja)           |
| 04         | Accelerator              | Toaru Majutsu no Index                            | Kazuma Kamachi        | Kiyotaka Haimura      | Dengeki Bunko               |
| 05         | Yō Satō                  | Ben-tō (ja)                                       | Asaura (ja)           | Kaito Shibano (ja)    | Super Dash Bunko (ja)       |
| 06         | Hideyoshi Kinoshita      | Baka to Test to Shōkanjū                          | Kenji Inoue (ja)      | Yui Haga (ja)         | Famitsu Bunko (ja)          |
| 07         | Kyōsuke Kōsaka           | Ore no imōto ga konna ni kawaii wake ga nai       | Tsukasa Fushimi       | Hiro Kanzaki (ja)     | Dengeki Bunko               |
| 08         | Kyon                     | Série des Haruhi Suzumiya                         | Nagaru Tanigawa       | Noizi Itô             | Kadokawa Sneaker Bunko (ja) |
| 09         | Akihisa Yoshii           | Baka to Test to Shōkanjū                          | Kenji Inoue           | Yui Haga              | Famitsu Bunko               |
| 10         | Ken Sugisaki             | Série des Seitokai no ichizon (ja)                | Sekina Aoi (ja)       | Kira Inugami (ja)     | Fujimi Fantasia Bunko (ja)  |
| 2013       |                          |                                                   |                       |                       |                             |
| 01         | Kazuto Kirigaya / Kirito | Sword Art Online                                  | Reki Kawahara         | abec (ja)             | Dengeki Bunko               |
| 02         | Tōma Kamijō              | Toaru Majutsu no Index                            | Kazuma Kamachi        | Kiyotaka Haimura (ja) | Dengeki Bunko               |
| 03         | Accelerator              | Toaru Majutsu no Index                            | Kazuma Kamachi        | Kiyotaka Haimura (ja) | Dengeki Bunko               |
| 04         | Hachiman Hikigaya        | Yahari ore no seishun love come wa machigatteiru. | Wataru Watari (ja)    | Ponkan8               | Gagaga Bunko (ja)           |
| 05         | Kyōsuke Kōsaka           | Ore no imōto ga konna ni kawaii wake ga nai       | Tsukasa Fushimi       | Hiro Kanzaki (ja)     | Dengeki Bunko               |
| 06         | Koyomi Araragi           | Série des Monogatari                              | Nishio Ishin          | Vofan (ja)            | Kōdansha Box (ja)           |
| 07         | Tatsuya Shiba            | The Irregular at Magic High School                | Tsutomu Satō          | Kana Ishida           | Dengeki Bunko               |
| 08         | Yō Satō                  | Ben-tō (ja)                                       | Asaura (ja)           | Kaito Shibano (ja)    | Super Dash Bunko (ja)       |
| 09         | Ken Sugisaki             | Série des Seitokai no ichizon (ja)                | Sekina Aoi (ja)       | Kira Inugami (ja)     | Fujimi Fantasia Bunko (ja)  |
| 10         | Tōri Aoi                 | Horizon in the Middle of Nowhere                  | Minoru Kawakami (ja)  | Satoyasu (ja)         | Dengeki Bunko               |
| 2014       |                          |                                                   |                       |                       |                             |
| 01         | Hachiman Hikigaya        | Yahari ore no seishun love come wa machigatteiru. | Wataru Watari (ja)    | Ponkan8               | Gagaga Bunko (ja)           |
| 02         | Tōma Kamijō              | Toaru Majutsu no Index                            | Kazuma Kamachi        | Kiyotaka Haimura (ja) | Dengeki Bunko               |
| 03         | Kazuto Kirigaya / Kirito | Sword Art Online                                  | Reki Kawahara         | abec (ja)             | Dengeki Bunko               |
| 04         | Accelerator              | Toaru Majutsu no Index                            | Kazuma Kamachi        | Kiyotaka Haimura      | Dengeki Bunko               |
| 05         | Sadao Maō / Satan Jacob  | Hataraku maō-sama!                                | Satoshi Wagahara (ja) | Oniku (ja)            | Dengeki Bunko               |
| 06         | Kyōsuke Kōsaka           | Ore no imōto ga konna ni kawaii wake ga nai       | Tsukasa Fushimi       | Hiro Kanzaki (ja)     | Dengeki Bunko               |
| 07         | Izayoi Sakamaki          | Mondaiji tachi ga isekai kara kuru sō desu yo?    | Tarō Tatsunoko (ja)   | Yū Amano              | Kadokawa Sneaker Bunko (ja) |
| 08         | Tatsuya Shiba            | The Irregular at Magic High School                | Tsutomu Satō          | Kana Ishida           | Dengeki Bunko               |
| 09         | Ken Sugisaki             | Série des Seitokai no ichizon (ja)                | Sekina Aoi (ja)       | Kira Inugami (ja)     | Fujimi Fantasia Bunko (ja)  |
| 10         | Koremitsu Akagi          | Hikaru ga chikyū ni ita koro… (ja)                | Mizuki Nomura (ja)    | Miho Takeoka (ja)     | Famitsu Bunko (ja)          |

### 2015 – 2019
| Classement | Personnage                    | Titre                                                  | Auteur                        | Artiste                | Marque de publication       |
| 2015       | 2015                          | 2015                                                   | 2015                          | 2015                   | 2015                        |
| ---------- | ----------------------------- | ------------------------------------------------------ | ----------------------------- | ---------------------- | --------------------------- |
| 01         | Hachiman Hikigaya             | Yahari ore no seishun love come wa machigatteiru.      | Wataru Watari (ja)            | Ponkan8                | Gagaga Bunko (ja)           |
| 02         | Tōma Kamijō                   | Toaru Majutsu no Index                                 | Kazuma Kamachi                | Kiyotaka Haimura (ja)  | Dengeki Bunko               |
| 03         | Kazuto Kirigaya / Kirito      | Sword Art Online                                       | Reki Kawahara                 | abec (ja)              | Dengeki Bunko               |
| 04         | Accelerator                   | Toaru Majutsu no Index                                 | Kazuma Kamachi                | Kiyotaka Haimura       | Dengeki Bunko               |
| 05         | Tatsuya Shiba                 | The Irregular at Magic High School                     | Tsutomu Satō                  | Kana Ishida            | Dengeki Bunko               |
| 06         | Sora                          | No Game No Life                                        | Yū Kamiya                     | Yū Kamiya              | MF Bunko J (ja)             |
| 07         | Rentarō Satomi                | Black Bullet                                           | Shiden Kanzaki (ja)           | Saki Ukai (ja)         | Dengeki Bunko               |
| 08         | Bell Cranel                   | Dungeon ni deai o motomeru no wa machigatteiru darō ka | Fujino Ōmori (ja)             | Suzuhito Yasuda        | GA Bunko (ja)               |
| 09         | Saika Totsuka                 | Yahari ore no seishun love come wa machigatteiru.      | Wataru Watari (ja)            | Ponkan8                | Gagaga Bunko                |
| 10         | Ikuta Soroku                  | Nejimaki seirei senki: Tenkyō no Alderamin (ja)        | Bokuto Uno (ja)               | Sanbasō                | Dengeki Bunko               |
| 2016       |                               |                                                        |                               |                        |                             |
| 01         | Hachiman Hikigaya             | Yahari ore no seishun love come wa machigatteiru.      | Wataru Watari (ja)            | Ponkan8                | Gagaga Bunko (ja)           |
| 02         | Kazuto Kirigaya / Kirito      | Sword Art Online                                       | Reki Kawahara                 | abec (ja)              | Dengeki Bunko               |
| 03         | Tōma Kamijō                   | Toaru Majutsu no Index                                 | Kazuma Kamachi                | Kiyotaka Haimura (ja)  | Dengeki Bunko               |
| 04         | Accelerator                   | Toaru Majutsu no Index                                 | Kazuma Kamachi                | Kiyotaka Haimura (ja)  | Dengeki Bunko               |
| 05         | Tatsuya Shiba                 | The Irregular at Magic High School                     | Tsutomu Satō                  | Kana Ishida            | Dengeki Bunko               |
| 06         | Sora                          | No Game No Life                                        | Yū Kamiya                     | Yū Kamiya              | MF Bunko J (ja)             |
| 07         | Bell Cranel                   | Dungeon ni deai o motomeru no wa machigatteiru darō ka | Fujino Ōmori (ja)             | Suzuhito Yasuda        | GA Bunko (ja)               |
| 08         | Saika Totsuka                 | Yahari ore no seishun love come wa machigatteiru.      | Wataru Watari (ja)            | Ponkan8                | Gagaga Bunko                |
| 09         | Sakuta Azusagawa              | Seishun buta yarō                                      | Hajime Kamoshida              | Kēji Mizoguchi (ja)    | Dengeki Bunko               |
| 10         | Sadao Maō / Satan Jacob       | Hataraku maō-sama!                                     | Satoshi Wagahara (ja)         | Oniku (ja)             | Dengeki Bunko               |
| 2017       |                               |                                                        |                               |                        |                             |
| 01         | Tōma Kamijō                   | Toaru Majutsu no Index                                 | Kazuma Kamachi                | Kiyotaka Haimura (ja)  | Dengeki Bunko               |
| 02         | Kazuto Kirigaya / Kirito      | Sword Art Online                                       | Reki Kawahara                 | abec (ja)              | Dengeki Bunko               |
| 03         | Accelerator                   | Toaru Majutsu no Index                                 | Kazuma Kamachi                | Kiyotaka Haimura       | Dengeki Bunko               |
| 04         | Subaru Natsuki                | Re:Zero kara hajimeru isekai seikatsu                  | Tappei Nagatsuki              | Shinichirō Ōtsuka (ja) | MF Bunko J (ja)             |
| 04         | Hachiman Hikigaya             | Yahari ore no seishun love come wa machigatteiru.      | Wataru Watari (ja)            | Ponkan8                | Gagaga Bunko (ja)           |
| 06         | Ninja Slayer / Kenji Fujikido | Ninja Slayer                                           | Bradley Bond Philip N. Morzez | Warainaku (ja)         | Enterbrain                  |
| 07         | Tatsuya Shiba                 | The Irregular at Magic High School                     | Tsutomu Satō                  | Kana Ishida            | Dengeki Bunko               |
| 08         | Kazuma Satō                   | Konosuba : Sois béni monde merveilleux !               | Natsume Akatsuki              | Kurone Mishima         | Kadokawa Sneaker Bunko (ja) |
| 09         | Sora                          | No Game No Life                                        | Yū Kamiya                     | Yū Kamiya              | MF Bunko J                  |
| 10         | Kyōsuke Shiroyama             | Mitō shōkan:// Blood-Sign (ja)                         | Kazuma Kamachi                | Waki Ikawa             | Dengeki Bunko               |
| 2018       |                               |                                                        |                               |                        |                             |
| 01         | Kazuto Kirigaya / Kirito      | Sword Art Online                                       | Reki Kawahara                 | abec (ja)              | Dengeki Bunko               |
| 02         | Hachiman Hikigaya             | Yahari ore no seishun love come wa machigatteiru.      | Wataru Watari (ja)            | Ponkan8                | Gagaga Bunko (ja)           |
| 03         | Tōma Kamijō                   | Toaru Majutsu no Index                                 | Kazuma Kamachi                | Kiyotaka Haimura (ja)  | Dengeki Bunko               |
| 04         | Tatsuya Shiba                 | The Irregular at Magic High School                     | Tsutomu Satō                  | Kana Ishida            | Dengeki Bunko               |
| 05         | Accelerator                   | Toaru Majutsu no Index                                 | Kazuma Kamachi                | Kiyotaka Haimura       | Dengeki Bunko               |
| 06         | Sora                          | No Game No Life                                        | Yū Kamiya                     | Yū Kamiya              | MF Bunko J (ja)             |
| 07         | Subaru Natsuki                | Re:Zero kara hajimeru isekai seikatsu                  | Tappei Nagatsuki              | Shinichirō Ōtsuka (ja) | MF Bunko J (ja)             |
| 08         | Ferdinand                     | Ascendance of a Bookworm                               | Miya Kazuki                   | Yū Shiina (ja)         | TO Books (ja)               |
| 09         | Kazuma Satō                   | Konosuba : Sois béni monde merveilleux !               | Natsume Akatsuki              | Kurone Mishima         | Kadokawa Sneaker Bunko (ja) |
| 10         | Kiyotaka Ayanokōji            | Classroom of the Elite                                 | Shōgo Kinugasa (ja)           | Shunsaku Tomose (ja)   | MF Bunko J                  |
| 2019       |                               |                                                        |                               |                        |                             |
| 01         | Tōma Kamijō                   | Toaru Majutsu no Index                                 | Kazuma Kamachi                | Kiyotaka Haimura (ja)  | Dengeki Bunko               |
| 02         | Hachiman Hikigaya             | Yahari ore no seishun love come wa machigatteiru.      | Wataru Watari (ja)            | Ponkan8                | Gagaga Bunko (ja)           |
| 03         | Kazuto Kirigaya / Kirito      | Sword Art Online                                       | Reki Kawahara                 | abec (ja)              | Dengeki Bunko               |
| 04         | Kiyotaka Ayanokōji            | Classroom of the Elite                                 | Shōgo Kinugasa (ja)           | Shunsaku Tomose (ja)   | MF Bunko J (ja)             |
| 05         | Shinei Nōzen                  | 86: Eighty-Six                                         | Asato Asato (ja)              | Shirabi (ja)           | Dengeki Bunko               |
| 06         | Accelerator                   | Toaru Majutsu no Index                                 | Kazuma Kamachi                | Kiyotaka Haimura       | Dengeki Bunko               |
| 07         | Rio                           | Seirei gensōki (ja)                                    | Yuri Kitayama                 | Riv                    | HJ Bunko                    |
| 08         | Bisco Akaboshi                | Sabikui Bisco                                          | Shinji Kobukubo               | Akagishi K mocha       | Dengeki Bunko               |
| 09         | Kazuma Satō                   | Konosuba : Sois béni monde merveilleux !               | Natsume Akatsuki              | Kurone Mishima         | Kadokawa Sneaker Bunko (ja) |
| 10         | Bell Cranel                   | Dungeon ni deai o motomeru no wa machigatteiru darō ka | Fujino Ōmori (ja)             | Suzuhito Yasuda        | GA Bunko (ja)               |

### 2020 – 2022
| Classement | Personnage               | Titre                                                  | Auteur              | Artiste               | Marque de publication       |
| 2020       | 2020                     | 2020                                                   | 2020                | 2020                  | 2020                        |
| ---------- | ------------------------ | ------------------------------------------------------ | ------------------- | --------------------- | --------------------------- |
| 01         | Kiyotaka Ayanokōji       | Classroom of the Elite                                 | Shōgo Kinugasa (ja) | Shunsaku Tomose (ja)  | MF Bunko J (ja)             |
| 02         | Sakuta Azusagawa         | Seishun buta yarō                                      | Hajime Kamoshida    | Kēji Mizoguchi (ja)   | Dengeki Bunko               |
| 03         | Tōma Kamijō              | Toaru Majutsu no Index                                 | Kazuma Kamachi      | Kiyotaka Haimura (ja) | Dengeki Bunko               |
| 04         | Hachiman Hikigaya        | Yahari ore no seishun love come wa machigatteiru.      | Wataru Watari (ja)  | Ponkan8               | Gagaga Bunko (ja)           |
| 05         | Kazuto Kirigaya / Kirito | Sword Art Online                                       | Reki Kawahara       | abec (ja)             | Dengeki Bunko               |
| 06         | Kazuma Satō              | Konosuba : Sois béni monde merveilleux !               | Natsume Akatsuki    | Kurone Mishima        | Kadokawa Sneaker Bunko (ja) |
| 07         | Accelerator              | Toaru Majutsu no Index                                 | Kazuma Kamachi      | Kiyotaka Haimura      | Dengeki Bunko               |
| 08         | Bell Cranel              | Dungeon ni deai o motomeru no wa machigatteiru darō ka | Fujino Ōmori (ja)   | Suzuhito Yasuda       | GA Bunko (ja)               |
| 09         | Shinei Nōzen             | 86: Eighty-Six                                         | Asato Asato (ja)    | Shirabi (ja)          | Dengeki Bunko               |
| 10         | Fumiya Tomozaki          | Jaku-Chara Tomozaki-kun                                | Yūki Yaku           | Fly                   | Gagaga Bunko                |
| 2021       |                          |                                                        |                     |                       |                             |
| 01         | Kiyotaka Ayanokōji       | Classroom of the Elite                                 | Shōgo Kinugasa (ja) | Shunsaku Tomose (ja)  | MF Bunko J (ja)             |
| 02         | Ferdinand                | Ascendance of a Bookworm                               | Miya Kazuki         | Yū Shiina (ja)        | TO Books (ja)               |
| 03         | Hachiman Hikigaya        | Yahari ore no seishun love come wa machigatteiru.      | Wataru Watari (ja)  | Ponkan8               | Gagaga Bunko (ja)           |
| 04         | Chitose Saku             | Chitose-kun wa Ramune bin no naka (ja)                 | Hiromu (ja)         | raemz                 | Gagaga Bunko (ja)           |
| 05         | Sakuta Azusagawa         | Seishun buta yarō                                      | Hajime Kamoshida    | Kēji Mizoguchi (ja)   | Dengeki Bunko               |
| 06         | Kazuto Kirigaya / Kirito | Sword Art Online                                       | Reki Kawahara       | abec (ja)             | Dengeki Bunko               |
| 07         | Tōma Kamijō              | Toaru Majutsu no Index                                 | Kazuma Kamachi      | Kiyotaka Haimura (ja) | Dengeki Bunko               |
| 08         | Kazuma Satō              | Konosuba : Sois béni monde merveilleux !               | Natsume Akatsuki    | Kurone Mishima        | Kadokawa Sneaker Bunko (ja) |
| 09         | Kimizuka Kimihiko        | The Detective is Already Dead                          | Nigojū              | Umibouzu              | MF Bunko J                  |
| 10         | Tatsuya Shiba            | The Irregular at Magic High School                     | Tsutomu Satō        | Kana Ishida           | Dengeki Bunko               |
| 2022       |                          |                                                        |                     |                       |                             |
| 01         | Kiyotaka Ayanokōji       | Classroom of the Elite                                 | Shōgo Kinugasa (ja) | Shunsaku Tomose (ja)  | MF Bunko J (ja)             |
| 02         | Chitose Saku             | Chitose-kun wa Ramune bin no naka (ja)                 | Hiromu (ja)         | raemz                 | Gagaga Bunko (ja)           |
| 03         | Hachiman Hikigaya        | Yahari ore no seishun love come wa machigatteiru.      | Wataru Watari (ja)  | Ponkan8               | Gagaga Bunko (ja)           |
| 04         | Ferdinand                | Ascendance of a Bookworm                               | Miya Kazuki         | Yū Shiina (ja)        | TO Books (ja)               |
| 05         | Amane Fujimiya           | Chouchouté par l'ange d'à côté                         | Saekisan            | Hazano Kazutake (ja)  | GA Bunko (en)               |
| 06         | Kimizuka Kimihiko        | The Detective is Already Dead                          | Nigojū              | Umibouzu              | MF Bunko J                  |
| 07         | Sakuta Azusagawa         | Seishun buta yarō                                      | Hajime Kamoshida    | Kēji Mizoguchi (ja)   | Dengeki Bunko               |
| 08         | Shinei Nōzen             | 86: Eighty-Six                                         | Asato Asato (ja)    | Shirabi (ja)          | Dengeki Bunko               |
| 09         | Kazuto Kirigaya / Kirito | Sword Art Online                                       | Reki Kawahara       | abec (ja)             | Dengeki Bunko               |
| 10         | Akira                    | Rebuild the World (ja)                                 | Nafuse              | Gin                   | Dengeki Bunko               |

## Classement des illustrateurs
| Année | 1er              | 2e                | 3e               | 4e               | 5e                   | 6e               | 7e                    | 8e                 | 9e                     | 10e                  |
| ----- | ---------------- | ----------------- | ---------------- | ---------------- | -------------------- | ---------------- | --------------------- | ------------------ | ---------------------- | -------------------- |
| 2008  | Noizi Itô        | Miho Takeoka (ja) | Kōhaku Kuroboshi | Shikidōji (ja)   | Yasu (ja)            | Yamato Yamamoto  | Take (ja)             | Kaya Kuramoto (ja) | Katsumi Enami (ja)     | Hinata Takeda        |
| 2009  | Miho Takeoka     | Noizi Itô         | Yasu             | Kōhaku Kuroboshi | Yui Haga (ja)        | Yamato Yamamoto  | Kiyotaka Haimura (ja) | Hidari (ja)        | Satoyasu (ja) (TENKY)  | Katsumi Enami        |
| 2010  | Noizi Itô        | Miho Takeoka      | Hidari           | Yui Haga         | Mel Kishida (ja)     | Buriki (ja)      | Kōhaku Kuroboshi      | Kira Inugami (ja)  | Ryō Ueda (ja)          | Yasu                 |
| 2011  | Kiyotaka Haimura | Buriki            | Miho Takeoka     | Mel Kishida      | Hidari               | abec (ja)        | Noizi Itô             | Yui Haga           | Kira Inugami           | Suzuhito Yasuda      |
| 2012  | Buriki           | Kiyotaka Haimura  | abec             | Mel Kishida      | Kantoku (ja)         | Miho Takeoka     | Noizi Itô             | Shiromizakana      | Hiro Kanzaki (ja)      | Hidari               |
| 2013  | abec             | Buriki            | Kiyotaka Haimura | Shiromizakana    | Kantoku              | Ponkan8          | Miho Takeoka          | Mel Kishida        | Hiro Kanzaki           | Kobuichi (ja)        |
| 2014  | Kiyotaka Haimura | Ponkan8           | abec             | Buriki           | Kantoku              | Tsunako (ja)     | Miho Takeoka          | Hiro Kanzaki       | Saki Ukai (ja)         | Suzuhito Yasuda      |
| 2015  | Ponkan8          | Kiyotaka Haimura  | abec             | Buriki           | Saki Ukai            | Kantoku          | Miho Takeoka          | Yū Kamiya          | Suzuhito Yasuda        | Tsunako              |
| 2016  | Ponkan8          | Kiyotaka Haimura  | abec             | Kantoku          | Kurehito Misaki (ja) | Suzuhito Yasuda  | Yū Kamiya             | Kurone Mishima     | Tsunako                | Saki Ukai            |
| 2017  | Kiyotaka Haimura | abec              | Kantoku          | Kurone Mishima   | Warainaku (ja)       | Ponkan8          | Kurehito Misaki       | Shirabi (ja)       | Shinichirō Ōtsuka (ja) | Saki Ukai            |
| 2018  | Kiyotaka Haimura | abec              | Kurone Mishima   | Ponkan8          | Kēji Mizoguchi (ja)  | Kantoku          | Kurehito Misaki       | Shirabi (ja)       | Saki Ukai              | Hiro Kanzaki         |
| 2019  | Shirabi          | Kiyotaka Haimura  | Fly (ja)         | Kantoku          | Kurone Mishima       | Kēji Mizoguchi   | abec                  | Saki Ukai          | Riv                    | Shunsaku Tomose (ja) |
| 2020  | Shirabi          | Fly               | Shunsaku Tomose  | Kēji Mizoguchi   | Kurone Mishima       | Kiyotaka Haimura | Kantoku               | Azul               | abec                   | Saki Ukai            |
| 2021  | Shunsaku Tomose  | Fly               | Shirabi          | Ui Shigure       | Kurone Mishima       | Keeji Mizoguchi  | Tomari                | Kureta             | You Shiina             | Hanekoto             |
| 2022  | Shunsaku Tomose  | Raemz             | Shirabi          | Hanekoto         | Hiten                | Umibouzu         | Fly                   | Ui Shigure         | You Shiina             | Momoco               |

### Light novelde la décennie
| Classement  | Nom                                                    | Auteur                | Illustrateur          | Marque de publication |
| Années 2010 | Années 2010                                            | Années 2010           | Années 2010           | Années 2010           |
| ----------- | ------------------------------------------------------ | --------------------- | --------------------- | --------------------- |
| 01          | Sword Art Online                                       | Reki Kawahara         | abec (ja)             | Dengeki Bunko         |
| 02          | Toaru Majutsu no Index                                 | Kazuma Kamachi        | Kiyotaka Haimura (ja) | Dengeki Bunko         |
| 03          | Ryūō no oshigoto!                                      | Shirow Shiratori (ja) | Shirabi (ja)          | GA Bunko (ja)         |
| 04          | Dungeon ni deai o motomeru no wa machigatteiru darō ka | Fujino Ōmori (ja)     | Suzuhito Yasuda       | GA Bunko (ja)         |
| 05          | Nejimaki seirei senki: Tenkyō no Alderamin (ja)        | Bokuto Uno (ja)       | Sanbasō               | Dengeki Bunko         |
| 06          | No Game No Life                                        | Yū Kamiya             | Yū Kamiya             | MF Bunko J (ja)       |
| 07          | Ascendance of a Bookworm                               | Miya Kazuki           | Yū Shiina (ja)        | TO Books (ja)         |
| 08          | The Irregular at Magic High School                     | Tsutomu Satō          | Kana Ishida           | Dengeki Bunko         |
| 09          | Jaku-Chara Tomozaki-kun                                | Yūki Yaku             | Fly (ja)              | Gagaga Bunko (ja)     |
| 10          | Série des Monogatari                                   | Nishio Ishin          | Vofan (ja)            | Kōdansha Box (ja)     |

## Publications
| Titre                                                                | Date de sortie   | ISBN                     |
| -------------------------------------------------------------------- | ---------------- | ------------------------ |
| Kono light novel ga sugoi! 2005 (このライトノベルがすごい! 2005)     | 25 novembre 2004 | (ISBN 978-4-7966-4388-7) |
| Kono light novel ga sugoi! 2006 (このライトノベルがすごい! 2006)     | 26 novembre 2005 | (ISBN 978-4-7966-5012-0) |
| Kono light novel ga sugoi! 2007 (このライトノベルがすごい! 2007)     | 22 novembre 2006 | (ISBN 978-4-7966-5559-0) |
| Kono light novel ga sugoi! 2008 (このライトノベルがすごい! 2008)     | 22 novembre 2007 | (ISBN 978-4-7966-6140-9) |
| Kono light novel ga sugoi! 2009 (このライトノベルがすごい! 2009)     | 22 novembre 2008 | (ISBN 978-4-7966-6695-4) |
| Kono light novel ga sugoi! 2010 (このライトノベルがすごい! 2010)     | 21 novembre 2009 | (ISBN 978-4-7966-7490-4) |
| Kono light novel ga sugoi! 2011 (このライトノベルがすごい! 2011)     | 19 novembre 2010 | (ISBN 978-4-7966-7963-3) |
| Kono light novel ga sugoi! 2012 (このライトノベルがすごい! 2012)     | 19 novembre 2011 | (ISBN 978-4-7966-8716-4) |
| Kono light novel ga sugoi! 2013 (このライトノベルがすごい! 2013)     | 19 novembre 2012 | (ISBN 978-4-8002-0357-1) |
| Kono light novel ga sugoi! 2014 (このライトノベルがすごい! 2014)     | 20 novembre 2013 | (ISBN 978-4-8002-1954-1) |
| Kono light novel ga sugoi! 2015 (このライトノベルがすごい! 2015)     | 21 novembre 2014 | (ISBN 978-4-8002-3373-8) |
| Kono light novel ga sugoi! 2016 (このライトノベルがすごい! 2016)     | 21 novembre 2015 | (ISBN 978-4-8002-4766-7) |
| Kono light novel ga sugoi! 2017 (このライトノベルがすごい! 2017)     | 24 novembre 2016 | (ISBN 978-4-8002-6345-2) |
| Kono light novel ga sugoi! 2018 (このライトノベルがすごい! 2018)     | 25 novembre 2017 | (ISBN 978-4-8002-7798-5) |
| Kono light novel ga sugoi! 2019 (このライトノベルがすごい! 2019)     | 24 novembre 2018 | (ISBN 978-4-8002-9044-1) |
| Kono light novel ga sugoi! 2020 (このライトノベルがすごい! 2020)     | 25 novembre 2019 | (ISBN 978-4-8002-9978-9) |
| Kono light novel ga sugoi! 2021 (このライトノベルがすごい! 2021)     | 24 novembre 2020 | (ISBN 978-4-2990-1056-8) |
| Kono light novel ga sugoi! 2022 (このライトノベルがすごい! 2022)     | 23 novembre 2021 | (ISBN 978-4-2990-2264-6) |
| Publication connexes                                                 |                  |                          |
| Kono light novel sakka ga sugoi! (このライトノベル作家がすごい!)     | 28 mars 2005     | (ISBN 978-4-7966-4557-7) |
| Kono light novel ga sugoi! SIDE-B (このライトノベルがすごい! SIDE-B) | 8 août 2008      | (ISBN 978-4-7966-6440-0) |